# Lista över fornborgar i Uppland
Detta är en lista över fornborgar i landskapet Uppland registrerade i Fornminnesregistret. Det finns 186 fornminnen i Uppland som är registrerade som fornborgar.

## Landskapsdelen i Uppsala län
- För Uppsala kommun, se även Lista över fornborgar i Uppsala kommun.

| RAÄ-nummer | Kommun     | Namn                     | Koordinater                                             | Övrigt |
| ---------- | ---------- | ------------------------ | ------------------------------------------------------- | --- |
| 5:1        | Uppsala    | -                        | 59°52′9.16″N 18°2′11.89″Ö / 59.8692111°N 18.0366361°Ö   | |
| 30:1       | Uppsala    | -                        | 59°50′21.59″N 17°57′36.03″Ö / 59.8393306°N 17.9600083°Ö | |
| 97:1       | Uppsala    | -                        | 59°52′0.64″N 17°57′48.91″Ö / 59.8668444°N 17.9635861°Ö  | |
| 110:1      | Uppsala    | -                        | 59°54′48.57″N 18°8′10.44″Ö / 59.9134917°N 18.1362333°Ö  | |
| 259:1      | Uppsala    | -                        | 59°51′42.20″N 17°56′31.35″Ö / 59.8617222°N 17.9420417°Ö | |
| 31:1       | Knivsta    | -                        | 59°44′58.33″N 17°38′14.19″Ö / 59.7495361°N 17.6372750°Ö | Belägen vid Morgastugan cirka 5 km söder om Sunnersta. Borgen är 170 × 100 meter stor och belägen på norra krönet av ett bergsparti, som åt väster och sydväst stupar brant ner mot vattnet. I övrigt begränsas den av en stenvall, cirka 190 meter lång, 1–5 meter bred och 0,3–0,7 meter hög. Utanför vallen i öster och nordost finns stenrester, som kan ha varit en eller flera yttre stenvallar eller naturliga stensamlingar. |
| 54:1       | Enköping   | Borgberget               | 59°49′36.01″N 16°56′34.73″Ö / 59.8266694°N 16.9429806°Ö | Borgen är 50 × 35 meter stor, belägen på en bergshöjd och begränsas av branta stup och en stenvall. Vallen är 75 meter lång, 4–8 meter bred och 0,5-2 meter hög och byggd av 0,3–1,8 meter stora stenar. Det finns en ingång till borgen. |
| 511:1      | Östhammar  | -                        | 60°4′32.14″N 18°7′0.15″Ö / 60.0755944°N 18.1167083°Ö    | Belägen strax nordost om Alunda. |
| 179:1      | Enköping   | -                        | 59°40′5.56″N 16°51′31.19″Ö / 59.6682111°N 16.8586639°Ö  | Belägen cirka 1 km söder om Bredsdal. Borgen är 160 × 100 meter och begränsas endast av branta sluttningar i nordväst och nordost. I sydväst, sydost och öster löper en låg och smal stensträng, som delvis sammanfaller med naturliga stenanhopningar. I anläggningens södra del finns gravfält med fem-sex stensättningar. Allt detta sammantaget tyder på att det inte rör sig om en försvarsanläggning utan snarare en gravhägnad och/eller kultplats. |
| 1:2        | Uppsala    | -                        | 59°58′36.75″N 17°34′52.88″Ö / 59.9768750°N 17.5813556°Ö | |
| 17:1       | Uppsala    | -                        | 59°50′44.07″N 17°47′3.69″Ö / 59.8455750°N 17.7843583°Ö  | |
| 140:1      | Östhammar  | -                        | 60°3′13.85″N 18°13′52.03″Ö / 60.0538472°N 18.2311194°Ö  | Belägen vid Fornbro cirka 9 km öster om Alunda. Den är 100 × 60 meter stor och belägen på en bergshöjd. Den avgränsas av branta sluttningar och en stenmur. Muren löper runt krönet från nordväst till sydost och är 75 × 45 meter lång, 2–4 meter bred och 0,2-0,7 meter hög. I den övre delen av krönsluttningen från norr till söder löper en yttre mur, som är cirka 10 × 50 meter lång, 2-4 meter bred och 0,2-0,5 m hög. Det finns två ingångar till borgen. |
| 81:1       | Uppsala    | -                        | 59°57′35.14″N 18°8′1.05″Ö / 59.9597611°N 18.1336250°Ö   | |
| 65:1       | Uppsala    | -                        | 59°52′30.65″N 17°51′20.49″Ö / 59.8751806°N 17.8556917°Ö | |
| 116:1      | Uppsala    | -                        | 59°51′43.95″N 17°52′56.16″Ö / 59.8622083°N 17.8822667°Ö | |
| 139:1      | Uppsala    | -                        | 59°51′11.83″N 17°53′40.90″Ö / 59.8532861°N 17.8946944°Ö | |
| 140:1      | Uppsala    | -                        | 59°50′3.58″N 17°53′53.33″Ö / 59.8343278°N 17.8981472°Ö  | |
| 150:1      | Uppsala    | -                        | 59°49′20.14″N 17°54′37.43″Ö / 59.8222611°N 17.9103972°Ö | |
| 160:1      | Uppsala    | -                        | 59°51′43.35″N 17°47′37.04″Ö / 59.8620417°N 17.7936222°Ö | |
| 191:1      | Uppsala    | -                        | 59°52′28.74″N 17°51′10.90″Ö / 59.8746500°N 17.8530278°Ö | |
| 227:1      | Uppsala    | -                        | 59°52′23.40″N 17°51′42.89″Ö / 59.8731667°N 17.8619139°Ö | |
| 31:1       | Enköping   | -                        | 59°43′0.00″N 17°20′44.15″Ö / 59.7166667°N 17.3455972°Ö  | Belägen cirka en kilometer söder om Giresta kyrka. Borgen är 75 × 65 meter stor och består av en yttre, oval stenvall och en inre rund dito. Den senare är 30 meter i diameter. Vallarna är 3–5 meter breda och 0,4–0,6 meter höga. Det finns en ingång i den yttre vallen,. 15 respektive 20 meter från ingången delas vallen i två delar som återförenas i höjd med ingången. En bit från ingången finns resterna av en kort tvärvall. Mellan de båda huvudvallarna finns ett stenröse, som troligen tillkommit i sen tid. |
| 65:1       | Östhammar  | -                        | 60°11′27.72″N 18°18′54.27″Ö / 60.1910333°N 18.3150750°Ö | Belägen vid Masugnen mellan Gimo och Harg. |
| 39:1       | Knivsta    | -                        | 59°45′6.44″N 18°5′38.19″Ö / 59.7517889°N 18.0939417°Ö   | Belägen vid Mälby cirka fyra kilometer öster om Husby-Långhundra kyrka. Borgen är 50 × 40 meter stor och belägen på en 1–2 meter hög bergsklack med svaga sluttningar. I öster till väster löper en inre vall, cirka 35 meter lång, som i sydost och väster ansluter till en yttre vall, cirka 110 meter lång. Vallarna är 2–6 meter breda och 0,3–0,5 meter höga. De är kraftigt utkastade och kringspridda och saknas delvis helt. Genom fornborgen går en mindre väg. |
| 118:1      | Knivsta    | -                        | 59°45′18.54″N 17°59′54.01″Ö / 59.7551500°N 17.9983361°Ö | Belägen vid Lilla Husby cirka en kilometer väster om Husby-Långhundra kyrka. Borgen är 100 × 400 meter stor och belägen på krönet av en bergsklack, som stupar brant i norr, väster och söder. Runt krönet löper en stenvall, 3–6 meter bred och 0,3–0,6 meter hög, av stenar och flera större block. På ett åtta meter stort block i sydväst finns en vattenfylld grop, där man funnit rester av skörbrända stenar. |
| 156:1      | Knivsta    | Broborg                  | 59°45′20.06″N 17°57′5.65″Ö / 59.7555722°N 17.9515694°Ö  | Borgen är belägen på en bergshöjd invid Långhundraleden, en forntida sjöled mellan Uppsala och Östersjön, och ger visuell kontroll över trakten. Berget sluttar brant i väster och norr. Borgen är 95 × 85 meter stor och försedd med en ringmur, dubbla försvarsvallar och två ingångar. Den inre ringvallen är 85 × 70 meter. Den inre vallen är 300 meter lång, 8–15 meter bred och 1–2 meter hög, medan den yttre är 140 meter lång, 7–10 meter bred och 0,5–1,5 meter hög. Båda bär spår av kallmurning. Inne i borgen finns en rund stensättning, 7 meter i diameter och 0,4 meter hög. Broborg grävdes delvis ut 1982 och då daterades kol från ett stolphål till folkvandringstiden, en datering som stämmer med en påträffad glaspärla. Flera husgrunder hittades. Man konstaterade att muren byggts av olika material, bland annat fint bokat träkol, graniterad gnejs och amfibolit. Anläggningen saknade dock en timmerkonstruktion. Nordost om borgen finns en trefaldighetskälla. Kol från material i den förglasade fornborgsvallen dateras till vendeltid. Stora delar av den inre fornborgsvallen är förglasad. Enligt en lokal sägen skall hövdingadottern Grimsa bott i borgen, då den attackeras och stuckits i brand, varvid branden skall ha kunnat ses ända till Gamla Uppsala. Analyser av den förglasade borgvallen visar dock att det krävts temperaturer på över 1100 grader och ett slutet utrymme för att hindra vattenavgång från stenen för att åstadkomma förglasningen. Troligen har en täckt härd med bläster använts. Boxliknande konstruktioner på 1 × 2 meter längs murens insida har troligen använts för att åstadkomma den höga temperaturen. Det är dock oklart av vilken anledning denna konstruktion utförts. |
| 193:1      | Knivsta    | -                        | 59°44′30.58″N 17°59′20.02″Ö / 59.7418278°N 17.9888944°Ö | Belägen vid Ulvesta soldattorp cirka 2 km sydväst om Husby-Långhundra kyrka. Borgen är 220 × 70 meter stor. Den är belägen på en hög moränrygg, som sluttar mot öster och söder, och omgärdas av en numera raserad stenmur, cirka 45 meter lång, 2–7 meter bred och 0,6–2 meter hög. Det finns en 2,5 meter bred ingång i muren. |
| 200:1      | Knivsta    | -                        | 59°46′49.48″N 18°0′29.31″Ö / 59.7804111°N 18.0081417°Ö  | Belägen vid Brännmossen cirka 4 km norr om Husby-Långhundra kyrka. Borgen är 100 × 70 meter stor och belägen på krönet av en bergsknalle med berg i dagen. Den består av två stenmurar, 65 respektive 75 meter långa, 1,5–2,0 meter breda och 0,3–0,6 meter höga, med spår av kallmurning. Båda är kraftigt raserade. |
| 232:1      | Knivsta    | -                        | 59°45′6.70″N 18°3′57.93″Ö / 59.7518611°N 18.0660917°Ö   | Belägen vid Bålsta cirka 3 km öster om Husby-Långhundra kyrka. Borgen är 100 x 70 meter stor och belägen på ett bergskrön, som stupar brant i norr, väster och söder. Runt krönet löper en ringformad stenvall, cirka 200 meter lång, 1-3 meter bred och 0,1-0,4 meter hög. I borgens sydöstra hörn finns en 4 x 2,5 meter stor och 0,2-0,5 meter hög kallmurad stenanläggning. |
| 124:1      | Enköping   | Joar Blå                 | 59°38′9.02″N 17°22′54.93″Ö / 59.6358389°N 17.3819250°Ö  | Borgen är 220x170 meter stor och ligger på ett berg mellan Strömsäng och Ekolsundsviken. Den begränsas av ett brant stup i söder och består av fyra inre vallar samt i öster, mot havsviken, flera små korta yttre vallar. Den inre vallen som löper från sydväst-norr-öster är sammanlagt 215 meter lång, 1,5-5 meter bred och 0,3-0,6 meter högt. Den har en tre meter bred ingång i nordväst. Direkt innanför ingången finns två stensamlingar som eventuellt kan ha utgjort ännu en vall. De andra inre vallarna är kortare - sex meter i sydost, femton meter i öster och tjugo meter i söder med en bredd på 2-3 meter och en höjd på 0,2-0,6 meter. I sydväst finns en vall som skyddar en bred naturlig uppfart till borgen. Den är 25 meter lång, 3 meter bred och 0,4-0,6 meter hög. Inne i borgen har man hittat en kojgrund. |
| 91:1       | Håbo       | -                        | 59°39′57.85″N 17°31′16.22″Ö / 59.6660694°N 17.5211722°Ö | Belägen vid Sandvik strax väster om Häggeby kyrka. Borgen är 210 x 75 meter stor och belägen på ett krön och branta sluttningar av en 25 meter hög grusås med utsikt över Oxen, som är en del av förbindelsesystemet mellan Mälaren och Ekoln, och Biskops-Arnö. Den består av en inre och en yttre stenvall. Den inre vallen löper längs den västra och södra sidan och avtar i norr. Den är cirka 110 meter lång, 3-6 meter bred, 0,3-0,6 meter hög och byggd av ganska små stenar. Det finns sju ingångar i vallen. I den norra delen finns en tvärvall, cirka 12 meter lång, 2 meter bred och 0,5 meter hög. 17 meter söder om den inre vallen finns en bågformig, yttre vall som är 23 meter lång, 3-5 meter bred och 0,3-0,5 meter hög. Den är försedd med två öppningar, 1,5 meter breda. Därutöver finns flera andra stenvallar som troligen är naturligt nedrasade stenar eller en del av åsen. Den har antagligen inte fungerat som en försvarsanläggning utan snarare som en tullstation för landsvägen eller vattenfarleden. |
| 72:1       | Uppsala    | Skansberget              | 59°56′58.31″N 17°20′10.50″Ö / 59.9495306°N 17.3362500°Ö | |
| 39:1       | Uppsala    | -                        | 59°55′39.41″N 18°16′6.28″Ö / 59.9276139°N 18.2684111°Ö  | |
| 62:1       | Uppsala    | -                        | 59°54′52.81″N 18°15′1.48″Ö / 59.9146694°N 18.2504111°Ö  | |
| 102:1      | Uppsala    | -                        | 59°56′56.33″N 18°20′12.88″Ö / 59.9489806°N 18.3369111°Ö | |
| 103:1      | Uppsala    | Vällnora fornborg        | 59°57′37.34″N 18°20′23.72″Ö / 59.9603722°N 18.3399222°Ö | |
| 133:1      | Uppsala    | -                        | 59°56′33.75″N 18°18′28.67″Ö / 59.9427083°N 18.3079639°Ö | |
| 187:1      | Uppsala    | -                        | 59°54′25.08″N 18°23′28.44″Ö / 59.9069667°N 18.3912333°Ö | |
| 21:1       | Enköping   | Ringmuren                | 59°31′17.69″N 17°13′43.81″Ö / 59.5215806°N 17.2288361°Ö | Borgen är 75 x 45 meter stor och belägen på ett högt bergskrön som sluttar åt söder. En stenmur löper runt hela krönet. I norr, nordväst, sydost och söder är muren 3-5 meter bred och upp till 2,5 meter hög. I sydväst och nordost är muren 1-2 meter bred och 0,5-1,0 meter hög. Den har byggts av tämligen stora stenar, upp till två meter stora. |
| 62:1       | Enköping   | Borgen                   | 59°29′11.43″N 17°10′57.60″Ö / 59.4865083°N 17.1826667°Ö | Borgen ligger på ett högt berg, som stupar brant mot söder och sluttar mot norr. Den är 100 x 60 meter stor och omgärdas helt av en stenvall. I norra delen delar sig muren i två delar så att det bildas ett slags förgård. Muren är 1–7 meter bred och 0,5–2 meter hög. |
| 74:1       | Enköping   | -                        | 59°27′17.80″N 17°16′31.66″Ö / 59.4549444°N 17.2754611°Ö | Belägen på ön Oxsten strax söder om Grönsö slott. |
| 99:1       | Enköping   | -                        | 59°27′18.89″N 17°16′15.86″Ö / 59.4552472°N 17.2710722°Ö | Belägen på ön Oxsten strax söder om Grönsö slott. |
| 12:1       | Uppsala    | Salsta borg              | 60°3′14.64″N 17°46′48.76″Ö / 60.0540667°N 17.7802111°Ö  | |
| 2:1        | Enköping   | -                        | 59°48′36.40″N 17°13′2.59″Ö / 59.8101111°N 17.2173861°Ö  | Belägen strax öster om N Åloppe cirka 10 km nordväst om Örsundsbro. Borgen är 155 x 80 meter stor och belägen på krönet av en bergrygg. Borgen omgärdas av en stenvall som löper runt hela berget utom i sydväst, där berget stupar brant. Vid den sydöstra sidan löper vallen dubbelt med upp till fem meter emellan. Det finns tre ingångar till borgen. |
| 18:1       | Enköping   | -                        | 59°47′56.44″N 17°10′10.21″Ö / 59.7990111°N 17.1695028°Ö | Belägen strax väster om N Åloppe cirka 10 km nordväst om Örsundsbro. Den är registrerad som fornborg men är antagligen en annan typ av inhägnad samt en oklar fornlämning som till viss del har karaktären av en fornborg. |
| 26:1       | Enköping   | -                        | 59°46′38.72″N 17°9′33.06″Ö / 59.7774222°N 17.1591833°Ö  | Belägen vid Hammarby cirka 3 km norr om Nysätra kyrka. Borgen är 45 x 40 meter stor och belägen på en bergklack. Den omgärdas av en stenvall som l per runt berget utom i söder och sydväst, där berget stupar brant. Vallen är 2–5 meter bred och 0,3–0,6 meter hög. I borgens södra kant, där vallen slutar, finns en 1,1 meter hög och 1 meter bred rest sten av granit med en rektangulär genomskärning. |
| 454:1      | Uppsala    | Storbacken               | 59°56′24.50″N 17°58′37.51″Ö / 59.9401389°N 17.9770861°Ö | |
| 490:1      | Uppsala    | -                        | 59°56′47.58″N 17°53′39.01″Ö / 59.9465500°N 17.8941694°Ö | |
| 108:1      | Enköping   | Skutters skans           | 59°44′36.92″N 16°53′7.07″Ö / 59.7435889°N 16.8852972°Ö  | Borgen är 250 × 130 meter stor och är belägen på krönet av Kuttersberget, 60 meter över havet. Berget stupar brant i sydväst och borgen omgärdas av flera stenvallar som är sammanlagt 200 meter långa, 1,5–8 meter breda och 0,5–2 meter höga. Det finns även rester av en kallmurad stenmur, som kan ha varit upp till 3-4 meter hög. Dessutom omgärdas anläggningen av ytterligare två stenvallar, till viss del naturligt bildade, som är 175 respektive 95 meter långa, 2,5-4 meter breda och cirka 0,5 meter höga. Det finns tre ingångar till borgen. Innerborgen är stenfri och det finns flera naturliga vattenhål där. Det finns många lokala sägner om borgen och dess påstådda tidigare ägare, en man som kallas "Skuttersgubben". |
| 31:1       | Uppsala    | -                        | 59°49′41.66″N 17°20′2.47″Ö / 59.8282389°N 17.3340194°Ö  | |
| 72:1       | Uppsala    | Vikingaborgen            | 59°50′22.98″N 17°11′37.66″Ö / 59.8397167°N 17.1937944°Ö | |
| 104:1      | Håbo       | Lugneborgen (Lugneslott) | 59°41′32.57″N 17°31′42.92″Ö / 59.6923806°N 17.5285889°Ö | Borgen är nästan helt rund, 190 meter i diameter och belägen på krönet och den norra sidan av ett berg, som sluttar brant i söder, sydost och sydväst. Från borgen har man god utsikt över Oxen, som är en del av förbindelsesystemet mellan Mälaren och Ekoln. I västsydväst, väster, norr och ostsydost avgränsas borgen av en stenmur, som är 280 meter lång, 3-5 meter bred och 0,5-0,6/1,0-1,5 meter hög (inre/yttre höjd). I skrevan mellan två berg finns en annan mur, 7 meter lång, 1,5 meter bred och en meter hög. Dessutom är flera naturliga branter förstärkta med stenmurar. Anläggningen kan ha fungerat som farledsborg. |
| 175:1      | Håbo       | Håberget                 | 59°41′34.11″N 17°34′55.50″Ö / 59.6928083°N 17.5820833°Ö | Borgen är 100 x 70 meter stor och belägen på krönet av ett berg. Den begränsas i öster, norr och väster av en stenvall, 1–2,5 meter bred och 0,3–0,6 meter hög, och i söder av ett klapperstensfält, 60 meter långt, 25 meter brett och upp till 0,5 meter högt, med intilliggande strandvallar och skogsmark. I söder finns en inre låg och smal stenvall som avgränsar en yta om 80 × 40 meter. I borgen ligger tre stensättningar, men det är svårt att skilja mellan naturliga och anlagda stensamlingar. |
| 272:1      | Uppsala    | Källberget               | 59°58′18.40″N 17°32′27.74″Ö / 59.9717778°N 17.5410389°Ö | |
| 79:1       | Uppsala    | -                        | 59°59′15.80″N 17°58′17.47″Ö / 59.9877222°N 17.9715194°Ö | |
| 111:1      | Uppsala    | -                        | 60°1′39.69″N 18°0′25.64″Ö / 60.0276917°N 18.0071222°Ö   | |
| 140:1      | Tierp      | -                        | 60°18′32.01″N 17°22′56.66″Ö / 60.3088917°N 17.3824056°Ö | Belägen i Munga cirka 5 km väster om Tierps kyrka. Borgen ligger på en stenbunden moränkulle omgiven av numera odlad myrmark. Den är 50 × 30 meter stor och omgärdas av en runtgående stenvall. Vallen är 140 meter lång, cirka tre meter bred och 0,75-1,25 meter hög och består av 0,3–0,75 meter stora stenar samt större flyttblock. I nordost finns en cirka två meter bred ingång. |
| 71:1       | Enköping   | -                        | 59°36′50.81″N 16°53′12.60″Ö / 59.6141139°N 16.8868333°Ö | Belägen vid Linda cirka 4 km väster om Hummelsta. Borgen är 50 × 40 meter stor och belägen på ett bergparti som skjuter ut mot ådalgången i väster. Den omgärdas av låga murar, troligen utrasade. I borgens sydvästra del finns två stensättningar. Strax norrut ligger storhögen Östens hög. |
| 124:1      | Enköping   | Hummelstaborgen          | 59°37′46.74″N 16°56′25.55″Ö / 59.6296500°N 16.9404306°Ö | Borgen är 110 x 100 meter stor och belägen på krönpartiet av en blockrik, moränbunden bergrygg. Den omgärdas av en stenmur. Muren är cirka 190 meter lång, 10-12 meter bred, 0,8–4,0 meter hög med upplagda skarpkantiga stenar. Inne i borgen finns ett stenröse och en stensättning. |
| 40:1       | Enköping   | Myrsjöberget             | 59°45′48.75″N 17°6′0.42″Ö / 59.7635417°N 17.1001167°Ö   | Borgen är 140 x 110 meter stor och belägen på en bergshöjd. Den begränsas av branta stup och mindre branta sluttningar. I den nordöstra slänten finns rester av två stenvallar eller möjligen stensträngar, 70 respektive 50 meter långa, 1-2 meter breda, 0,3-0,5 meter höga och bestående av tämligen stora stenar. En tredje stenvall finns i sydost. Den 37 meter lång, 1-3 meter bred, 0,25-0,5 meter hög och består av små, delvis skarpkantade stenar. Det finns en ingång till borgen. |
| 455:1      | Enköping   | -                        | 59°47′34.59″N 17°0′4.74″Ö / 59.7929417°N 17.0013167°Ö   | Belägen på Käringberget, cirka 5 km öster om Fjärdhundra. Borgen är 90 x 60 meter stor och belägen på en bergsklack. Den begränsas i söder, sydost och väster av naturliga stup och i norr och nordost av en stenmur. Muren är sammanlagt cirka 50 meter lång och torde, innan den rasade ut, ha varit 2-2,5 meter bred och cirka en meter hög. Det finns även murar på kortare sträckor i skrevor i sluttningen. |
| 16:1       | Enköping   | Borgen                   | 59°26′15.30″N 17°23′56.04″Ö / 59.4375833°N 17.3989000°Ö | Här gick tidigare en farled mot väster. Borgen är 190 x 160 meter stor och belägen på krönet av en stor bergsplatå med vid utsikt över Björkfjärden. Den begränsas av branta stup och delvis branta sluttningar, de senare försedda med en stenvall, cirka 275 meter lång, 1-3 meter bred och 0,5-1,4 meter hög. Vallen består av 0,3-1,4 meter stora stenblock, många skarpkantade. I borgen finns ett 12 meter stort stenröse och en fyra meter stor göl. |
| 167:1      | Uppsala    | -                        | 60°0′41.74″N 18°1′35.83″Ö / 60.0115944°N 18.0266194°Ö   | |
| 411:1      | Uppsala    | -                        | 59°47′34.68″N 17°39′39.76″Ö / 59.7929667°N 17.6610444°Ö | |
| 133:1      | Uppsala    | Predikstolen             | 59°48′34.27″N 17°35′52.39″Ö / 59.8095194°N 17.5978861°Ö | |
| 239:1      | Uppsala    | -                        | 59°55′0.00″N 17°46′3.65″Ö / 59.9166667°N 17.7676806°Ö   | |
| 85:1       | Enköping   | Borgaringen              | 59°31′53.25″N 17°10′44.62″Ö / 59.5314583°N 17.1790611°Ö | Borgen är 100 x 70 meter stor, belägen på en höjdsträckning med berg i dagen och begränsas på alla sidor av en stenmur. I sydväst, där berget stupar brant, är muren 1-3 meter bred 0,3-1 meter hög och byggd med små stenar på upp till en meter. Utmed de övriga sidorna, där berget är mycket flackt, är muren 3-5 meter bred, 0,7-2 meter hög och består av 0,4-1,5 meter stora stenar samt några större block på upp till fyra meter. I väster finns två ingångar. |
| 186:1      | Knivsta    | -                        | 59°42′41.17″N 17°42′15.68″Ö / 59.7114361°N 17.7043556°Ö | Belägen vid Edeby cirka 2 km nordväst om Vassunda kyrka. Det är en bergsplatå, 50 meter i diameter, som mot de mindre branta sidorna omgärdas av enkel stensträng. Kanske en kultplats? |
| 24:1       | Heby       | -                        | 59°55′18.91″N 16°58′0.00″Ö / 59.9219194°N 16.9666667°Ö  | Belägen vid Ramsjön, cirka 1 km söder om Morgongåva. Borgen är 100 x 80 meter stor och belägen på en moränrygg. Den begränsas av otillgänglig blockterräng åt alla håll utom västsydväst och sydsydväst, där det finns stenvallar. I västsydväst är den bågformig, 25 meter lång , två meter bred och 0,5 meter hög. I söder är den sex meter lång, 0,6 meter bred och 0,6 meter hög. I västsydväst finns två ingångar, 1-2 meter breda. |
| 29:1       | Heby       | Östlunda borg            | 59°51′35.67″N 17°0′52.14″Ö / 59.8599083°N 17.0144833°Ö  | Borgen är 60 x 50 meter stor och belägen på ett högt berg 60 meter över havet. Den begränsas av ett mycket brant stup i väster och en stenvall åt övriga håll. Vallen är 80 meter lång, 2-6 meter bred och 0,3-1 meter hög. Den är i dåligt skick och avbruten i av en körväg genom borgen. Stora delar av vallstenarna ska enligt uppgift ha bortförts vid ett logbygge i närheten 1870. |
| 74:1       | Enköping   | Borgnäbb (Näbborg)       | 59°41′53.17″N 17°5′29.32″Ö / 59.6981028°N 17.0914778°Ö  | Borgen är 225 x 160 meter stor och belägen i norra änden av en grusåsrest. Den begränsas i nordost och väster av sluttningar, i söder av en svag slänt och sydsydost av närmast plan mark. Den omgärdas av en inre vall (huvudsakligen av naturligt åsmaterial men även en del mindre stenar, 140 meter lång, 3-5 meter bred, 0,4-0,7 meter hög), en mellanvall (övertorvad, bågformig, 140 meter lång, 3 meter bred, 0,5 meter hög), en yttre vall (cirka 125 meter lång, (, 2,5-4 meter bred, 0,4-0,75 meter hög) och en vallgrav (2 meter bred, 0,3-0,6 meter djup). |
| 200:1      | Uppsala    | -                        | 59°54′7.80″N 17°20′47.00″Ö / 59.9021667°N 17.3463889°Ö  | |
| 210:1      | Uppsala    | -                        | 59°51′29.26″N 17°23′22.58″Ö / 59.8581278°N 17.3896056°Ö | |
| 17:1       | Heby       | Skansberget              | 59°57′2.03″N 16°56′56.87″Ö / 59.9505639°N 16.9491306°Ö  | Belägen vid Gammelbo cirka 1 km norr om Morgongåva. Borgen är 135 x 65 meter stor och är belägen på ett högt berg med mer eller mindre branta stup ostsydost om en smal bäckdalgång mellan sjöar. Den omgärdas av en längre stenvall och två kortare stenvallar i skrevor i bergen. Vallarna är 1,5-3 meter breda och 0,5-1,8 meter höga. De är byggda av 0,3-0,6 meter stora stenar och enstaka block på upp till 1,5 meter. I norr och väster finns ingångar, 1,5 meter breda. I borgens nordöstra del finns en tre meter bred och 0,6 meter djup grop. |
| 4:1        | Uppsala    | -                        | 59°53′24.00″N 17°19′5.71″Ö / 59.8900000°N 17.3182528°Ö  | |
| 8:1        | Uppsala    | -                        | 59°52′58.99″N 17°15′41.55″Ö / 59.8830528°N 17.2615417°Ö | |
| 10:1       | Uppsala    | Borgberget               | 59°52′11.26″N 17°15′44.76″Ö / 59.8697944°N 17.2624333°Ö | |
| 21:1       | Uppsala    | -                        | 59°52′4.55″N 17°16′36.58″Ö / 59.8679306°N 17.2768278°Ö  | |
| 22:1       | Uppsala    | Skansberget              | 59°54′14.72″N 17°18′48.16″Ö / 59.9040889°N 17.3133778°Ö | |
| 2:1        | Älvkarleby | -                        | 60°34′42.74″N 17°24′2.23″Ö / 60.5785389°N 17.4006194°Ö  | Belägen på Höghällsberget strax väster om Älvkarleby. Den är 125 x 60 meter stor och avgränsas av branta stup i väster, söder och sydost. I norr och nordost, där berget är mindre brant, finns en 100 meter lång, 3-5 meter bred och cirka 0,4-0,75 meter hög stenmur. Stenmuren är till stor del utrasad. |
| 272:1      | Uppsala    | -                        | 59°59′18.60″N 17°36′58.37″Ö / 59.9885000°N 17.6162139°Ö | |
| 104:1      | Håbo       | -                        | 59°38′46.66″N 17°26′0.24″Ö / 59.6462944°N 17.4334000°Ö  | Belägen vid Kivinge cirka 3 km nordväst om Övergrans kyrka. Borgen är 110 x 75 meter stor och belägen på en flack bergshöjd. Den omgärdas av en cirkelrund stenvall som löper runt bergssluttningen. Vallen är avbruten på en sträcka av 15 meter i norr, där berget skjuter ut med en spets. Fyra meter utanför ringvallen löper en annan vall åt söder och väster. Båda vallarna är 2-6 meter breda och 0,5-1 meter höga från utsidan. |

### Bildgalleri

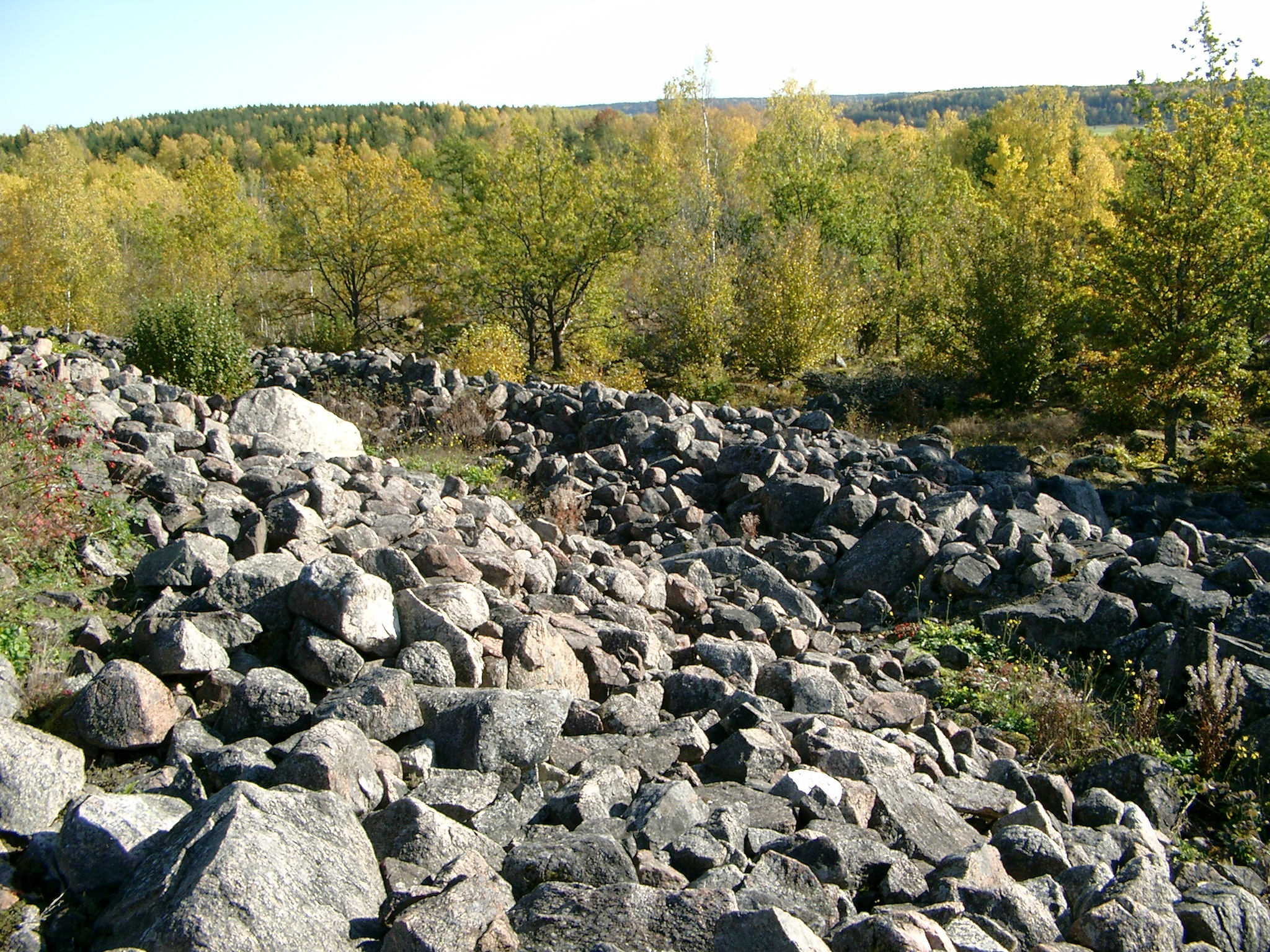
Broborg (Husby-Långhundra 156:1) med inre och yttre vallen.

## Landskapsdelen  i Västmanlands län
- För Sala kommun, se även Lista över fornborgar i Västmanland.

| RAÄ-nummer | Kommun       | Namn | Koordinater                                             | Övrigt |
| ---------- | ------------ | ---- | ------------------------------------------------------- | ------ |
| 6:1        | Smedsbo borg | Sala | 59°49′45.69″N 16°46′20.23″Ö / 59.8293583°N 16.7722861°Ö |        |

## Landskapsdelen i Stockholms län

### Värmdö kommun
På en krönplatå på Norängsudden i Ingarö socken ligger en 130 × 40–80 meter stor fornborg. Den avgränsas av branta stup mot fjärden i sydost, söder och sydväst och av branta sluttningar åt övriga håll. I nordväst, norr och nordost är sluttningarna förstärkta av stenvallar, 50 meter långa, 1,5–3 meter breda och upp till 0,6 meter höga. Den nordvästra vallen stänger en sluttning som leder upptill borgen från norr. Den nordöstra vallen har spår av kallmurning. Mellan de båda vallarna finns en rund stensättning, 5 meter i diameter och 0,3 meter hög, och en rund stenkrets bestående av åtta 0,8–1,2 stora stenlock. Den senare utgör antagligen rester av ett vid borgbyggandet borttaget röse. (Ingarö 5:1)

### Nacka kommun
Det finns en skans i Boo socken. Skansen ligger på ett högt berg norr om Lännerstasundet vid den smala passagen mellan Lännersta och Skogsö. Den är 32  × 26 meter stor, rektangulär och omgärdas av en stenvall, ursprungligen två meter bred men numera utrasad och cirka en halv meter hög. Det finns tre ingångar till skansen, en i den norra delen och två i den södra delen. I mitten av anläggningen på bergets högsta punkt finns en kvadratisk uppbyggnad av kallmurad sten som kan ha varit ett utkikstorn. Skansens märkliga läge tyder på att den fungerat som utsiktsplats snarare än renodlad försvarsanläggning. Den anses ha använts så sent som 1719 då ryssarna hotade skärgården. (Boo 18:1)

### Ekerö kommun

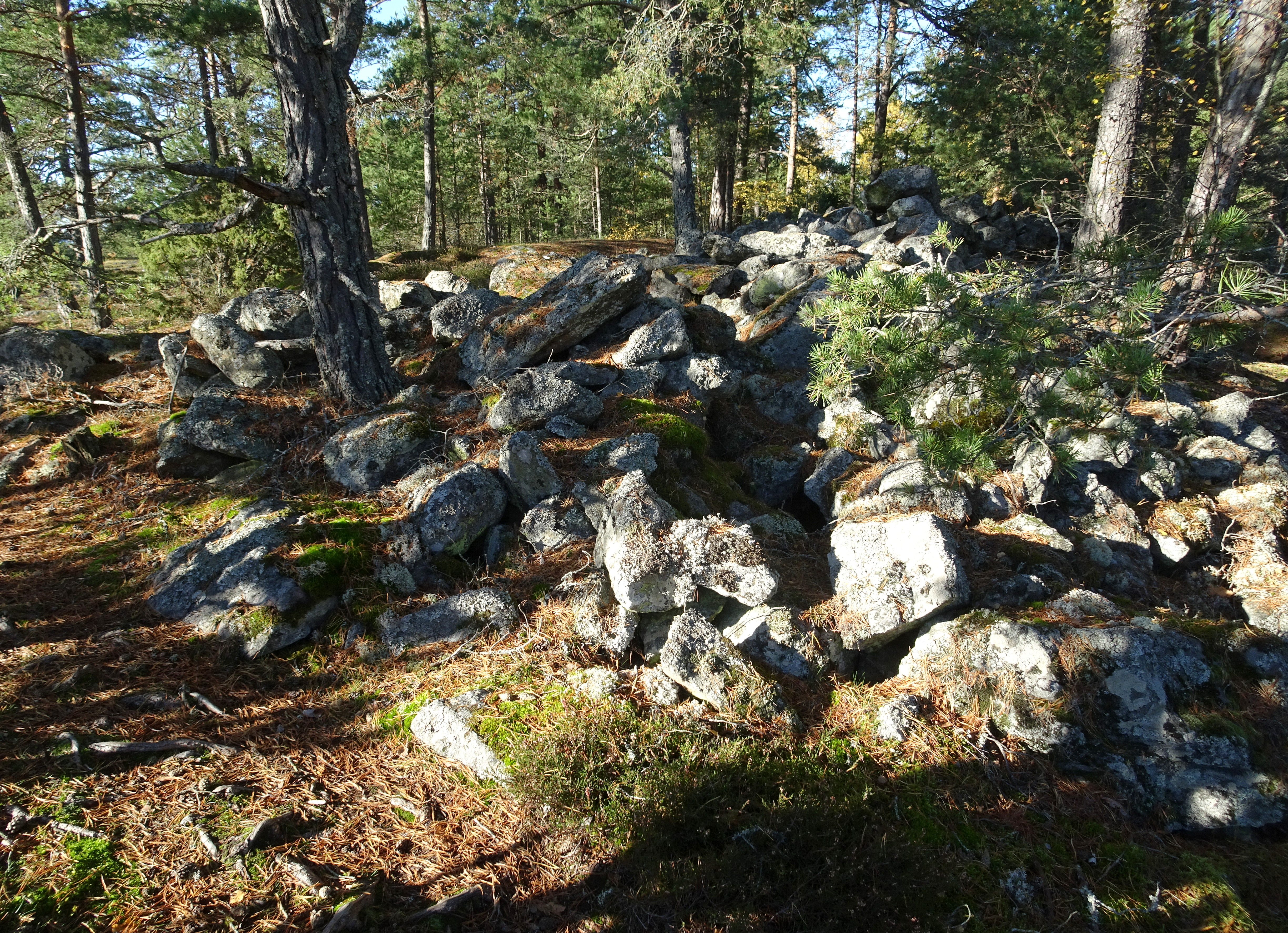
Vikingabergets fornborg på Jungfrusundsåsen, 2017.

Det finns en fornborg i Lovö socken, Ekerö kommun, vid Lunda på öns södra del. Den är 135 × 70 meter stor och belägen på en moränhöjd, som i söder stupar brant ner i Mälaren. I norr finns en stenvall, 100 meter lång, 4–7 meter bred och 0,4–0,6 meter hög, försedd med två öppningar. (Lovö 20:1)
Vikingaberget i Ekerö socken, Ekerö kommun, är belägen på ett bergskrön strax öster om villaområdet Erikssten, som sluttar brant i söder mot Rödstensfjärden. I övrigt är den omgärdad av en stenvall med en total längd på drygt 100 meter. Den är 1,5–4 meter bred och upp till 0,6 meter hög. Många av stenarna är skarpkantiga. I öster finns dessutom en lägre belägen mur, 10 meter lång, 0,5–1 meter bred och 0,5 meter hög. I västra muren finns borgens enda ingång och i öster finns ett skyttevärn, cirka 2,5 meter i diameter och 0,5 meter djupt. Cirka 50 meter öster om borgen finns rester av husgrunder och ett annat skyttevärn. (Ekerö 138:1)
59°16′1.09″N 17°49′19.63″Ö / 59.2669694°N 17.8221194°Ö
Estbröte fornborg på ön Estbröte i Ekerö socken, Ekerö kommun, ligger på krönet av en bergrygg som stupar brant. Fornborgen är 230 × 170 meter stor. I väster, där berget är mindre brant, finns en stenmur med skarpkantiga stenar. Den är 25–30 meter lång, cirka 5 meter bred och 0,3–0,5 meter hög. I muren finns två skyttevärn, cirka 2,5 meter i diameter 0,5–0,7 meter djupa, och en bit från detta rester av flera yttre murar. På en bergsavsats i närheten har man fem terrasseringar, antagligen husgrunder. (Ekerö 140:1)
59°16′41.92″N 17°51′44.78″Ö / 59.2783111°N 17.8624389°Ö
En annan av i Ekerö sockens, Ekerö kommun, fornborgar ligger på den östra delen av Helgö i Mälaren, där det tidigare låg en handelsplats. Borgen är 230 × 215 meter stor och belägen på krönet och sluttningarna av en bergshöjd, 30–50 meter över havet, som stupar brant i sydost, söder, väster och norr. I nordost till sydost, där berget är mindre brant, löper stenvallar,  2–4 meter breda och 0,3–0,5 meter höga, som numera är utrasade. I närheten finns flera rösen, terrasseringar med rester av boplatser från yngre järnåldern och gravfält. (Ekerö 119:1)
59°16′25.43″N 17°42′11.23″Ö / 59.2737306°N 17.7031194°Ö
En annan fornlämning, som tidigare klassificeras som fornborg men som antagligen fungerat som en inhägnad för djur, ligger i den mellersta delen av Helgö, strax norr om Bockholmssundet. Den är 300 × 300 meter stor och belägen på en kuperad bergshöjd med tämligen branta sluttningar i norr, väster och söder. I mitten av formationen finns en cirka 150 × 100 meter stor moränfylld försänkning. Det saknas stenvallar men i sluttningarna finns ansamlingar av block och klappersten, kanske resterna av en strandvall. (Ekerö 184:2)
Det finns tre registrerade fornborgar i Sånga socken, Ekerö kommun. En borg ligger invid Långtarmen, en vik av Mälaren, strax norr om Stenhamra. Den är 90 × 70 meter stor och består av flera stenvallar. Den östra vallen är 115 meter lång, drygt en meter bred och cirka en halv meter hög. Den västra vallen är 45 meter lång, 1,2 meter bred och 0,5–0,8 meter hög. En ingång finns genom en naturlig klyfta. (Sånga 16:1). 
Cirka 500 meter sydväst om denna, på Vårdberget, ligger resterna av en annan fornborg. Den ursprungliga utsträckning kan inte fastställas, men bergsplatån är 390 × 180 meter och det som återstår är flera raserade stenvallar, sammanlagt cirka 125 meter långa, 1–5 meter breda och 0,2–0,75 meter höga. (Sånga 20:1). 
Den tredje borgen ligger strax norr om Anstalten Svartsjö. Den är 150 x 90 meter stor och belägen på ett högt berg som bara kan nås från den norra sidan. Där finns tre stenvallar, 30–35 meter långa, 2–4 meter breda och 0,2–0,6 meter höga. (Sånga 55:1)
Strax norr om Degerby i Hilleshögs socken på Färingsö, Ekerö kommun, ligger en fornborg. Den är 100 x 90 meter stor och belägen på ett bergskrön, som stupar brant i nordost och sluttar i söder. I nordväst finns dubbla stenvallar, vardera 60 meter långa, 0,5–1,5 meter breda och 0,1–0,3 meter höga. De har sannolikt fortsatt i söder där det finns rester av en vall. I en ravin i sydost finns en fyra meter lång spärrmur. Nedanför stupet i öster finns en annan mur, som troligen anlagts senare än själva fornborgen. (Hilleshög 69:1)
Fornborgen på Skansberget ligger i Adelsö socken, Ekerö kommun. Borgen är 110 × 80 meter stor och belägen på krönet av en tämligen hög bergshöjd i väster, strax söder om Stentorp i den mellersta delen av Adelsö. Från den har man visuell kontroll över Hovgårdsfjärden, Svinsund samt norra och södra Björkfjärden. Själva borgområdet, en jämn bergplatå, är 50 × 30 meter stort och omgärdas av mycket kraftiga stenmurar åt alla håll utom i öster, där det finns ett brant stup. 

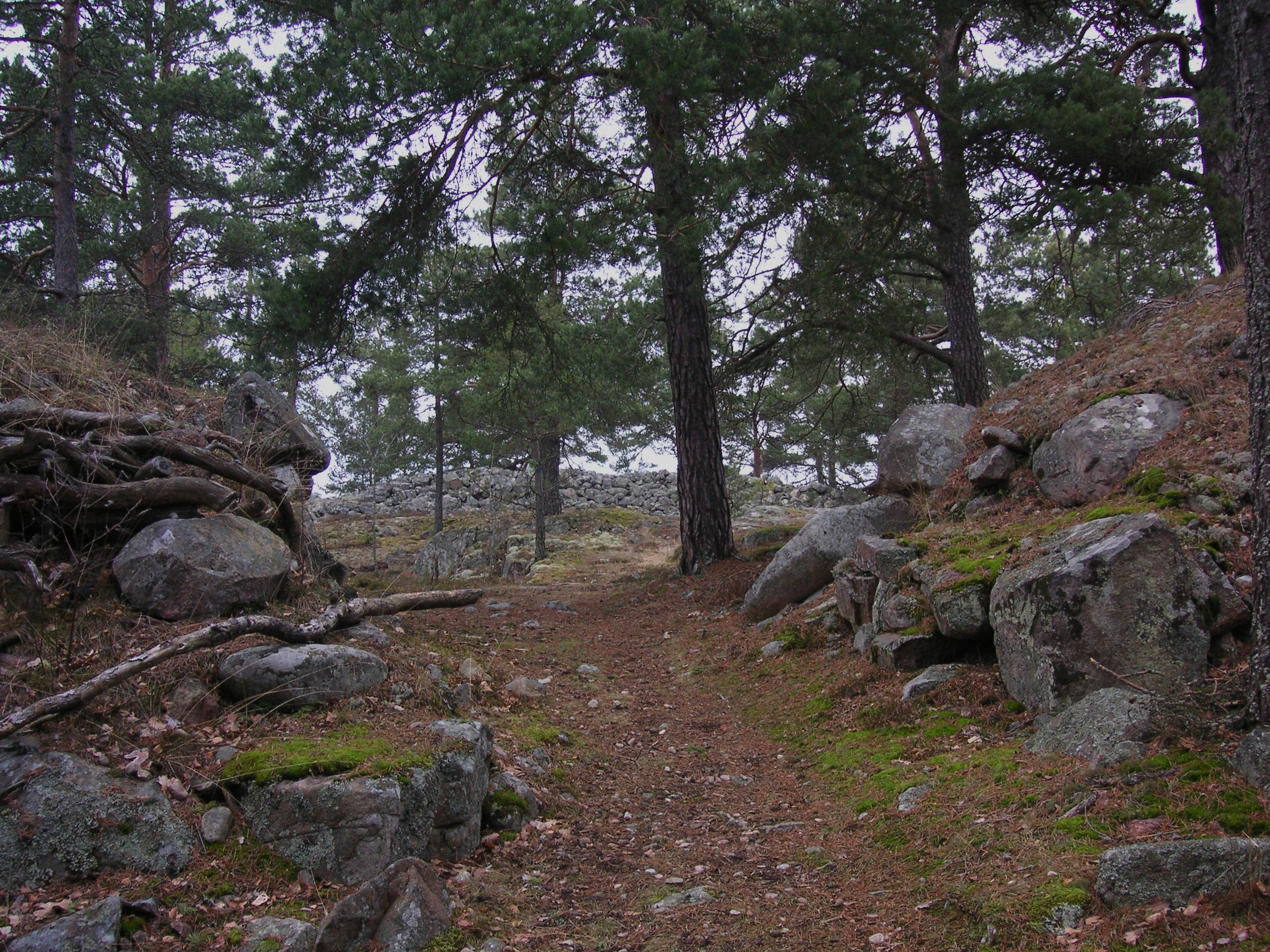
Skansberget, Adelsön, mot norr

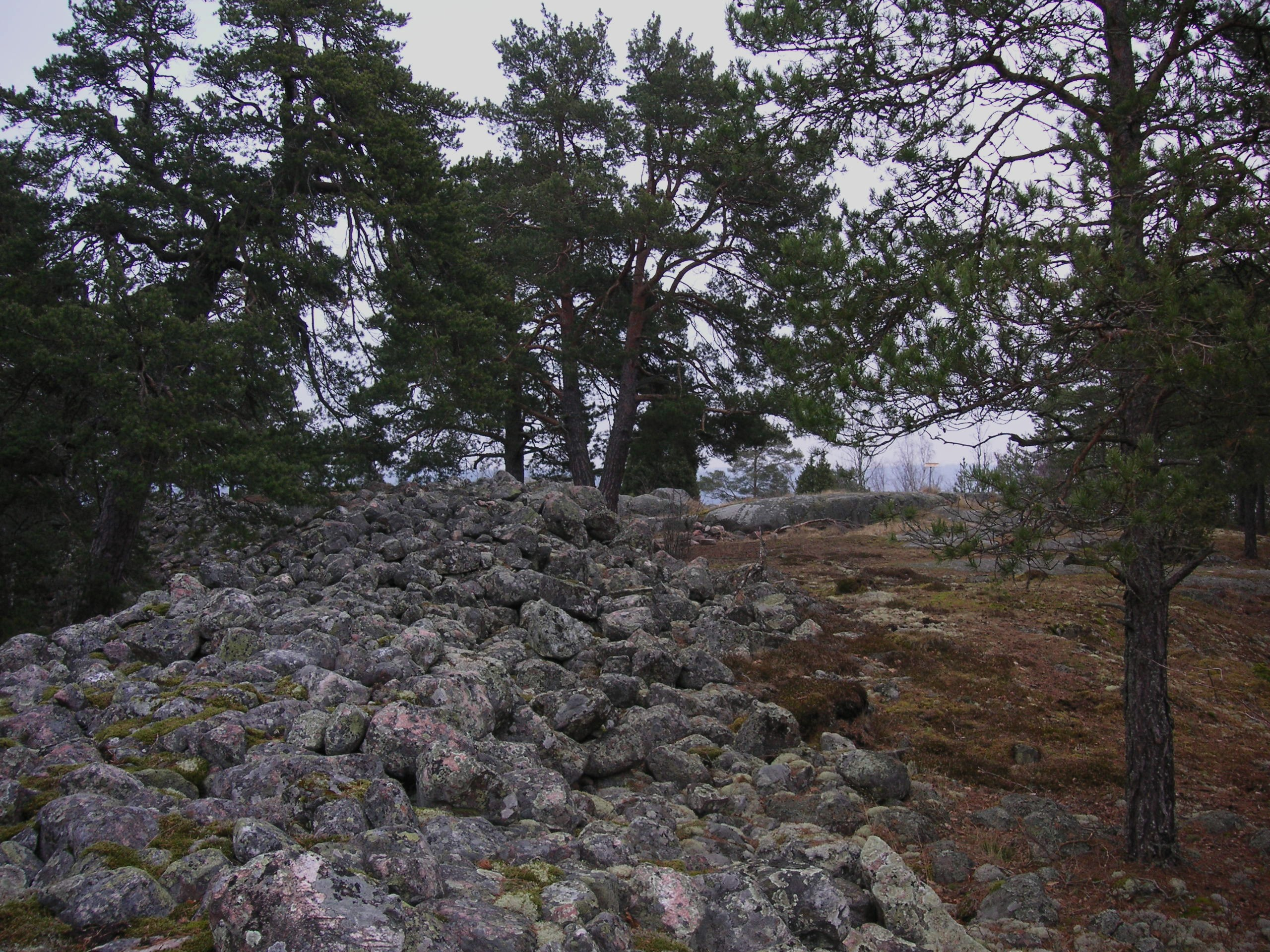
Skansberget, Adelsön, mot öst

Murarna är 5–10 meter breda och 1,3 meter höga. Nedanför stupet i öster, på en terrass, finns en numera raserad stenvall. Den är cirka 35 meter lång, 7–8 meter bred och 0,4–0,75 meter hög. In till borgen leder en 3–5 meter bred ingång, som kantas av en 30 meter lång, cirka 5 meter bred och 0,5–1,0 meter hög stenmur. När borgen var i bruk var murarna sannolikt försedda med en träpalissad eller annan träkonstruktion. 1916 undersöktes en mindre del av fornborgen på Skansberget. Allt man hittade var ett tiotal skärvor av keramikkärl som var mycket vanliga under yngre järnåldern. Man kan inte säkert säga att borgen är byggd under denna tid, den kan vara äldre, men man vet i alla fall att den användes då. (Adelsö 86:1)
59°22′36.41″N 17°31′5.56″Ö / 59.3767806°N 17.5182111°Ö
En annan fornborg på Adelsö, Ekerö kommun, ligger på öns sydvästra hörn. Den är cirka 95 × 95 meter stor och belägen på krönet av en bergshöjd, som stupar brant ned mot Mälaren i väst och västsydväst. I norr, nordost och söder stupar berget brant mot omgivande marker. I öster och sydost, där berget är mera långsluttande finns en stenvall, 65 meter lång, 1,5–5 meter bred och 0,4–1,2 meter hög. Det finns en ingång till borgen. (Adelsö 11:1)
Borgberget Björkö, ofta kallad Garnisonen eller Birkaborgen, ligger också i Adelsö socken, Ekerö kommun, men inte på huvudön. Den ligger på ett berg på Björkö nära svarta jorden, där vikingastaden Birka tidigare låg. Den är 210 × 125 meter stor och omgärdas av branta stup i väst-sydväst och i övrigt av en 350 meter lång hästskoformad, numera övertorvad, vall. Vallen, som är 2–3 meter hög och upp till 13 meter bred, är konstruerad av jord och sten i två faser. Den första fasen är byggd ovanpå högstatusgravar från 700-talets första hälft och brann på 800-talet. Det finns tre ingångar till borgen, i norr, öster och söder. I borganläggningen har man funnit rester av ett bröstvärn och en två meter bred skyttegång. Borgen, som grävdes ut 1996, är den enda i Mälardalen som daterats till vikingatiden. Vid utgrävningarna hittades bland annat spjutspetsar, som tros ha varit byggnadsoffer. På borgberget står numera ett kors som restes till 1000-årsminnet av Ansgars besök i Birka 830. (Adelsö 34:1)
59°19′56.4″N 17°32′43.2″Ö / 59.332333°N 17.545333°Ö

### Stockholms stad
Enligt uppgift ska det ha funnits en fornborg på en bergshöjd vid Abrahamsberg i Bromma socken, men av den finns numera inga rester (Bromma 136:1). I en annan del av Bromma, invid ett sund av Mälaren mellan Bromma och Stora Essingen, finns en plats som kallas Borgberget, i Äppelviken, och där det kan ha funnits en borg. Det fortifikatoriskt strategiska läget invid vattnet och bergets utseende med branta stup talar för det, men det saknas rester av vallar. (Bromma 1:1).
Det ligger en fornborg i närheten av sjön Flaten och Ältasjön strax söder om Skarpnäcks Gård. Den är 400 × 200 meter stor och begränsas av tvärbranta stup åt alla håll utom i sydost och öster det finns stenmurar. Muren i sydost är 45 meter lång, 1–2 meter bred och 0,4 meter hög. Den östra muren är 50 meter lång, 1–2 meter bred och 0,2–0,5 meter hög. Det finns en ingång genom en naturlig klyfta medan övriga klyftor är avspärrade av stenar. (Brännkyrka 92:1)
En numera förstörd fornborg (stenbrott) låg mellan Drevviken och Magelungen i Farsta. Den var 260 × 230 meter stor och begränsades av branta sluttningar, stup och en 120 meter lång stenvall. Vallen var 2–5 meter bred och 0,2–0,6 meter hög. I vallens östra ände löper en kort tvärmur, 15 meter lång och den enda orörda delen av borgen. Dessutom finns rester av en 60 meter lång mur i sydost. (Brännkyrka 159:1)
En annan fornborg ligger i Bromsten. Den är 120 × 100 meter stor och begränsas av ett branta stup i sydväst och i övrigt av branta men ej obestigbara sluttningar. Stenmur finns bevarad i väster och nordväst, sammanlagt 65 meter lång, sex meter bred och 0,4–0,5 meter hög. I borgens sydvästra del finns terrassering, antagligen rester av husgrunder. Bromsten kan ha fått sitt namn efter borgen som i så fall skulle betyda "Brommabornas stensamling". (Spånga 58:1)

### Danderyds kommun
Mörbybergets fornborg i Danderyd låg på en bruten bergshöjd. På borgens södra sida begränsades den av en 240 meter lång stenmur. Muren var cirka en meter bred och en halv meter hög. Idag finns en del rester kvar i ett område med höghus.

### Täby kommun
Det finns två fornborgar i Täby kommun. Skansberget ligger vid Rönningesjön på motsatt sida om Gribbylund. Borgen är 350 x 225 meter stor och begränsas av branta stup och sluttningar. Längs sluttningarna i sydost och nordost samt i en klippskreva i sydväst löper sammanlagt fyra stenvallar. (Täby 100:1). Den andra borgen, som ligger i Ensta, är 120 x 80 meter stor och begränsas av stup, bergslänt och klippavsats. Längs de senare, i norr och öster, löper en cirka 70 meter lång stenvall. Vallen är 1-2,5 meter bred och 0,2-0,5 meter hög och kraftigt utrasad, delvis helt borttagen. I borgen finns ett till stor del borttaget röse. (Täby 119:1)

### Österåkers kommun
Det finns två fornborgar och ett hägnadssystem i Österåkers kommun. Den ena fornborgen, Gottsunda fornborg, ligger strax väster om Åkersberga på Gottsundavägen. Den är 280 x 130 meter stor och begränsas av ett brant stup i väster och tämligen branta sluttningar åt övriga håll. Sluttningarna är försedda med en 300 meter lång, 3-5 meter bred och 0,4-1,0 meter hög stenvall. På flera ställen finns rester efter kallmurning. I norr och sydväst finns öppningar i vallen och i nordost finns en gång i en svacka mellan två klipphällar. (Österåker 21:1).
Knaborg ligger strax söder om Skeppsdal vid Bammarbodafjärden med utsikt över den forntida Furusundsleden. Den är 230 x 140 meter stor och begränsas av naturliga stuper och branta bergväggar åt alla håll utom i sydväst, där den begränsas av en stenvall. Vallen är 95 meter lång, 1-5 meter bred och 0,4-0,7 meter hög. I borgens nordnordvästra del finns en annan stenvall - 12 meter lång, 4-6 meter bred och 0,4-0,6 meter hög - som spärrar av en bergsklyfta. I närheten finns ytterligare en vall, 10 meter lång, 1-2 meter bred och 0,3-0,6 meter hög. Knaborg har undersökts av arkeologen Björn Ambrosiani. (Österåker 241:1). Cirka en kilometer nordväst om Knaborg finns ett forntida hägnadssystem bestående av valliknande stensträngar, sammanlagt 65 meter långa. Strängarna hägnar in två ytor, 14 x 5 respektive 15 x 6 meter stora. I väster finns rester av kallmur. Anläggningen kan ha använts vid boskapsskötsel. (Österåker 239:1)

### Vallentuna kommun
Det finns två fornborgar i Vallentuna socken. Klosterbacken ligger vid Lingsberg och Olhamra strax söder om Angarnssjöängens naturreservat. Den är 140 x 90 meter stor och begränsas av stup, sluttningar och en stenvall. Vallen är cirka 145 meter lång, 1,5-3 meter bred och 0,2-0,6 meter hög. I söder och ostsydost delvis dubbla vallar. (Vallentuna 231:1). Cirka 1,5 kilometer nordväst om denna ligger en annan fornborg, Fjället, 250 x 150 meter stor och begränsas av stup, sluttningar och branter. I nordost, öster och väster finns en längre stenvall och i norr en kortare stenvall. Ett 60 x 30 meter stort område i det nordvästra hörnet omgärdas av en annan stenvall, 100 meter lång, 2-4 meter bred och 0,2-0,4 meter hög. Vallarnas sammanlagda längd är cirka 400 meter. (Vallentuna 265:1)
Veda fornborg ligger vid Vedasjön i Angarns socken. Den är 100 x 170 meter stor och belägen på krönet och sluttningarna av en moränbunden bergshöjd med berg i dagen. Den begränsas av stup i norr och öster. I nordväst, söder och väster, där sluttningarna inte är lika branta, finns stenvallar,. De är totalt 100 meter långa, 1-5-12 meter breda och 0,2-1 meter höga. Borgen har daterats till bronsåldern. (Angarn 111:1)
Socknens andra fornborg ligger strax söder om Rävsta, cirka 2,5 kilometer öster om Vallentuna. Den är 100 x 70 meter stor och belägen på krönet och sluttningarna av en bergrygg med berg i dagen. Den begränsas av stup i norr och nordost och av tre halvcirkelformade vallar i sydost och väster. Den innersta vallen löper från ett stup till ett annat och är 60 meter lång, 3-4 meter bred och 0,2-0,4 meter hög och byggd av tämligen stora stenar och block. Den mellersta vallen, som i väster löper parallellt med den inre vallen, är cirka 90 meter lång, 3–4 meter bred och 0,3 meter hög. I ändpartiet möts den innersta och den mellersta vallen. Cirka 20 meter utanför den mellersta vallen löper den yttersta vallen, som cirka 120 meter lång, 3–5 meter bred och 0,2–0,4 meter hög. Det finns en ingång i vardera av de tre vallarna. Vid en arkeologisk undersökning 1985 framkom att det inte är en försvarsanläggning utan en annan typ av hägnad anlagd under romersk järnålder. (Angarn 115:1)
Det finns tre kända fornborgar i Frösunda socken. Sjöhagsberget är belägen på krönet av en bergshöjd vid Helgösjöns västra strand, knappt 1,5 kilometer öster om Frösunda kyrka. Borgen är 180 x 110 meter stor och begränsas av stup i väster och sluttningar åt övriga håll. Längs krönet löper en stenvall, 140 meter lång, 3–4 meter bred och 0,3–1,2 meter hög. I närheten finns en stensättning. (Frösunda 3:1)
Borgringen ligger på en bergsrygg i ett otillgängligt skogsområde mellan Skärsta och Albano. Den är 140 × 130 meter stor och begränsas av en brant bergsluttning i norr till öster och en ringmur och en yttre stenvall år övriga håll, där det är plan mark. Ringmuren är 220 meter lång, 4–6 meter bred och 0,5–1 meter hög. Den yttre vallen är cirka 50 meter lång, 2,5 meter bred och 0,4–0,6 meter hög. I nordväst, där det finns en lucka i vallen, finns ett röse. (Frösunda 59:1)
Inte långt från Borgringen, några hundra meter sydost om denna, ligger en annan fornborg. Den är 150 × 120 meter stor och belägen på ett berg som stupar brant i norr och begränsas av branta sluttningar i öster och av långsluttande moränmark i söder och sydväst. Längs krönet vid den sistnämnda löper två parallella stenvallar, 65 respektive 95 meter långa, 2–5 meter breda och 0,2–1 meter höga. Borgen är belägen vid en bygräns. (Frösunda 58:1)
Det finns en fornborg vid Bergsätra i Kårsta socken. Den är 160 x 115 meter stor och belägen på en större bergshöjd, som stupar brant i sydväst, väster, norr och nordost. I öster och söder, där borgen begränsas av tämligen branta sluttningar, finns en stenvall. Vallen är sammanlagt cirka 220 meter lång, 1–4 meter bred och 0,2–0,7 meter hög. I öster finns ett 25 meter långt avsnitt av dubbla stenvallar och i en svacka i borgens norra del finns en 20 meter lång murstump försedd med en fem meter bred ingång. Runt bergskrönet löper vidare cirka 40 meter lång, 1–2 meter bred och 0,2–0,3 meter hög stenvall. Vall saknas dock på flera strategiskt viktiga ställen och det är tveksamt om anläggningen haft en försvarsfunktion. (Kårsta 76:1)
Det finns en fornborg vid Ekeby i Markims socken. Anläggningen är oval, 120 x 110 meter stor och belägen på ett flackt berg utan stup och branta sluttningar. Den omgärdas av en stenvall, 340 meter lång, 2-5 meter bred och 0,5–1 meter hög. Med tanke på placeringen kan den knappast haft en försvarsfunktion. I närheten finns flera stensättningar. (Markim 116:1)
Det finns fem fornborgar i Össeby-Garns socken. En ligger vid Svista. Den är 150 x 100 meter stor och består av två stenvallar. Vallarna är 65 respektive 70 meter långa, 1-3 meter breda och 0,1–0,3 meter höga. Den ena löper som en halvcirkel längs borgens västra del medan den andra löper längs den södra sluttningen. (Össeby-Garn 4:1). En annan anläggning, som troligen inte haft en försvarsfunktion, ligger strax norr om Hakunge. Den är 70 meter i diameter och består av en hästskoformad yttre mur, cirka 150 meter lång, och en inre mur, 50 meter lång. I norr och nordväst finns ett brant stup.(Össeby-Garn 62:1). Hersbyborg ligger invid Storsjön, knappt två kilometer nordväst om Unda. Den är 160 x 100 meter stor och omgärdas av en ringvall, sammanlagt 435 meter lång, som löper på avsatser och i delvis branta sluttningar. Vallen är 1–5 meter bred och 0,2-1 meter hög. (Össeby-Garn 151:1). En annan borg ligger invid Stavaviken, strax väster om Österåkers kommun. Den är 220 x 140 meter stor och belägen på ett högt berg, som stupar brant i söder, väster och öster. I sydväst och väster löper en 80 meter lång, 2-4 meter bred och 0,2-0,4 meter hög stenvall. I borgens östra del löper en annan stenvall, 35 meter lång, 2-3 meter bred och 0,2-0,4 meter hög, med ett avbrott på cirka 8 meter. I norr finns ännu en stenvall, cirka 90 meter lång, 4-5 meter bred och upp till en halv meter hög och försedd med en ingång. (Össeby-Garn 155:1). Den finns också en borg vid Stångberga, nordost om Össeby-Garns kyrka. Den är 130 x 85 meter stor och belägen på ett högt berg som stupar brant i norr och väster och sluttar brant i öster och söder. I öster, söder och sydväst löper en 75 meter lång, 2–4 meter bred och upp till en halv meter hög stenvall. (Össeby-Garn 188:1)

### Sollentuna kommun

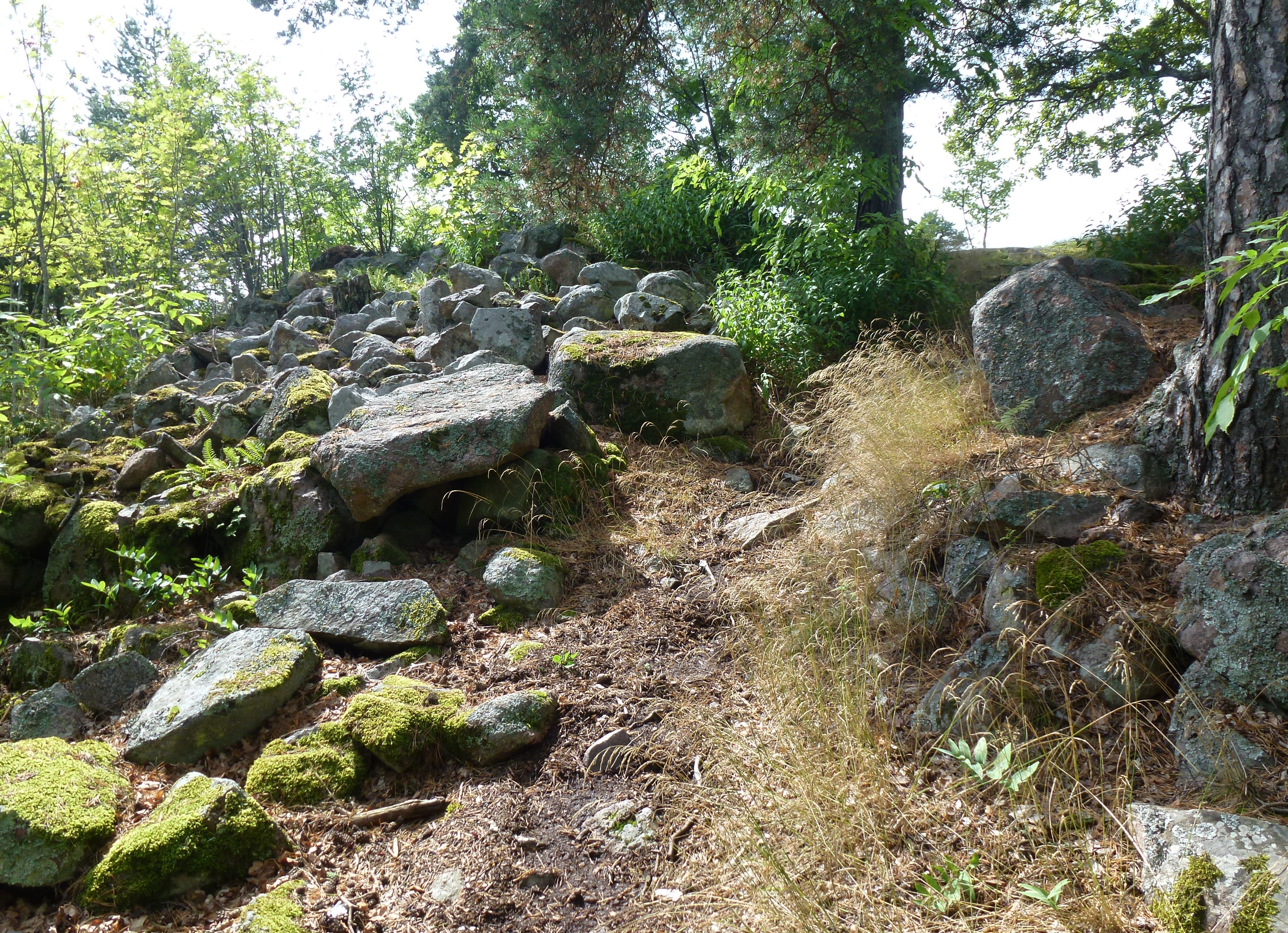
Sjöbergs fornborg, södra entrén.

Det finns fem kända fornborgar i Sollentuna kommun.
En av dessa (även kallad Sjöbergs fornborg) ligger invid Sjöbergs gård på Edsvikens östra sida. Den är 210 x 100 meter stor och begränsas av en stenvall och ett stup. Vallen är 240 meter lång, 2–10 meter bred och upp till 0,60 meter hög med spår av kallmurning. Det finns två 2-4 meter breda ingångar till borgen. Borgen undersöktes på 1980-talet av arkeologer. De hittade spår efter bosättningar, äldre än själva fornborgen och borgmuren. (Sollentuna 84:1). 59°25′21″N 17°59′41″Ö / 59.42250°N 17.99472°Ö
En annan borg ligger strax söder om St. Viby, nära sjön Ravalen. Denna borg är 185 x 150 meter stor och belägen på ett högt berg som stupar brant åt alla håll utom söder och sydväst. Där finns istället två stenvallar, 100 respektive 110 meter långa, 1,5–2 meter breda och 0,5–1 meter höga. I den västsydvästra delen finns en fem meter bred ingång. (Sollentuna 141:1) 59°26′44″N 17°53′59″Ö / 59.44556°N 17.89972°Ö
Några hundra meter öster om Villastaden finns ännu en fornborg. Den är 240 × 125 meter stor och begränsas av branta stup och en cirka 300 meter lång stenvall. Vallen är 1-3 meter bred och 0,3–0,5 meter hög. (Sollentuna 234:1)
Rotebro skans ligger invid Rotsunda skola. Den är  180 x 150 meter stor, benämnd "stridsborg" i äldre litteratur, och består av en inre och yttre ringvall. Den inre vallen är 90 x 60 meter stor, 250 meter lång, 1–3 meter bred och 0,2-0,5 meter hög. Den yttre vallen, som löper i borgens norra del,  är  110 meter lång, l,1–2 meter bred och upp till 0,3 meter hög. Inne i borgen finns en stensättning. (Sollentuna 255:1) 59°28′58″N 17°54′48″Ö / 59.48278°N 17.91333°Ö
Skälby fornborg ligger mitt i samhället med samma namn. Den begränsas av branta stup i öster och söder och av en 35–40 meter lång mur i väster och norr. Muren är numera mycket otydlig. (Sollentuna 290:1)
Utöver dessa fem fornborgar finns en borg, Tunberget (Sollentuna 69:1). som numera tagits bort. Den låg mellan Edsberg och Vaxmora.

### Upplands Väsby kommun
Runsa borg ligger i Eds socken och är strategiskt belägen på en 30 meter hög bergsudde i Mälaren, mellan fjärden Skarven och Rosersbergsviken, med utsikt mot Sigtuna. Strax intill ligger Runsa slott. 59°34′0″N 17°49′41″Ö / 59.56667°N 17.82806°Ö

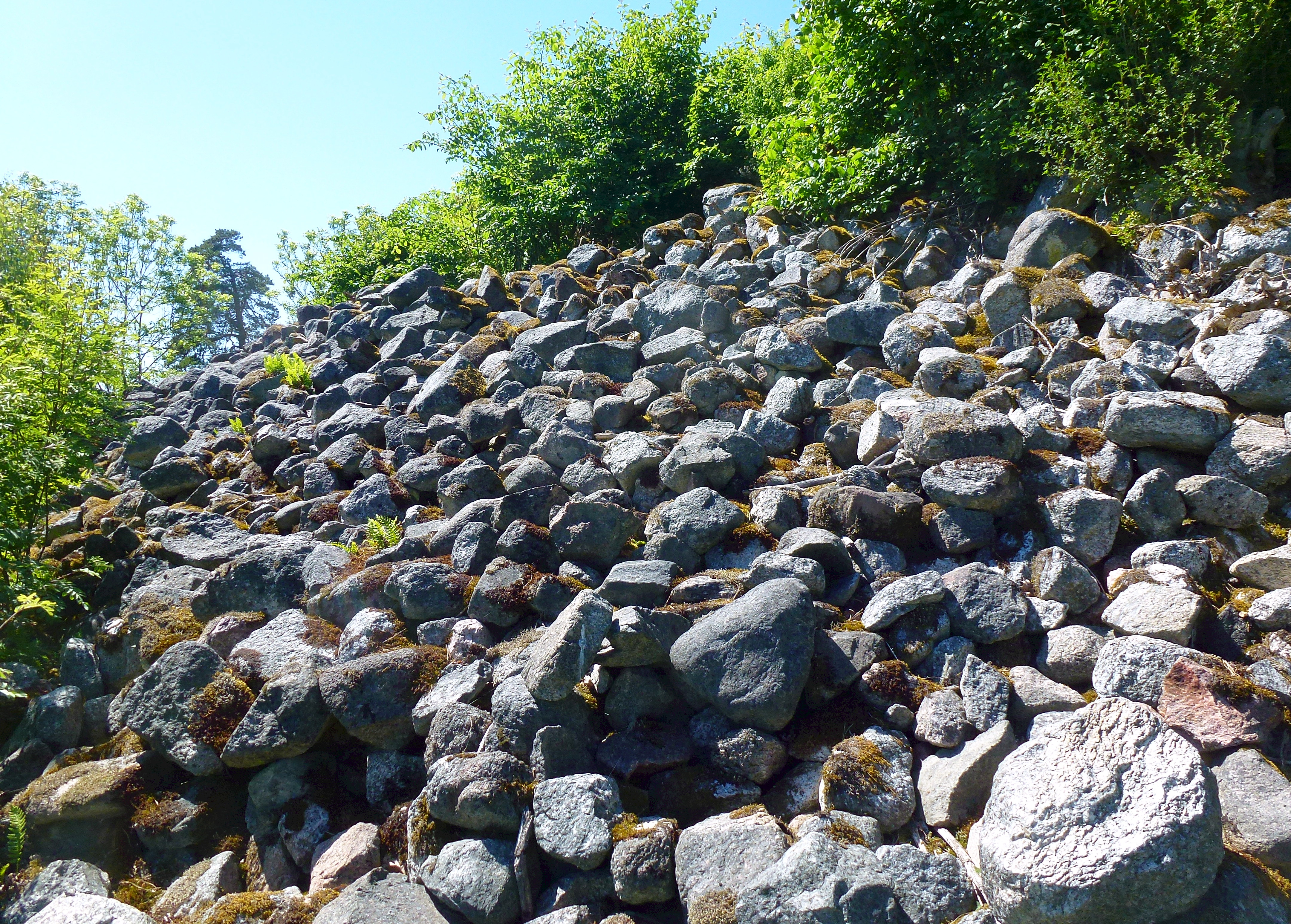
Södra muren i Runsa borg

Fornborgen täcker ett område på cirka 200 × 100 meter i riktning nordväst-sydöst. Den begränsas i väst och sydväst av branta stup samt i övrigt av rätt branta sluttningar, som till stor del är förstärkta med stenvallar; i norr och söder delvis dubbla vallar. De kraftiga murarna har hållits samman av timmer. Den inre vallen är cirka 310 meter lång, 1–5 meter bred och 0,4–1,8 meter hög. I syd-sydöst och nord-nordöst finns ingångarna, 2 respektive 1 meter breda. Fler yttre skyddsvallar finns också. Från borgen har man har visuell kontakt med den närbelägna Sandviks skans i Sigtuna kommun.
Borgen grävdes ut första gången 1902 under medverkan av kronprins Gustaf (VI) Adolf. Den undersöktes av arkeologer igen 1992 och det visade sig att Runsaborgen hade varit stadigvarande bebodd under folkvandringstid. Den antas vara en befäst stormannagård. Åtminstone åtta hus har legat inne i borgen på stensatta terrasser. Utgrävningarna visade också på spår av minst tre bränder i borgen. Spår av en äldre bosättning från bronsåldern återfanns också.
Nedanför borgen ligger en av Sveriges största skeppssättningar, 56 meter lång, och ett gravfält med 30-talet gravar. (Ed 2:1)

### Utgrävningar vid Runsa borg

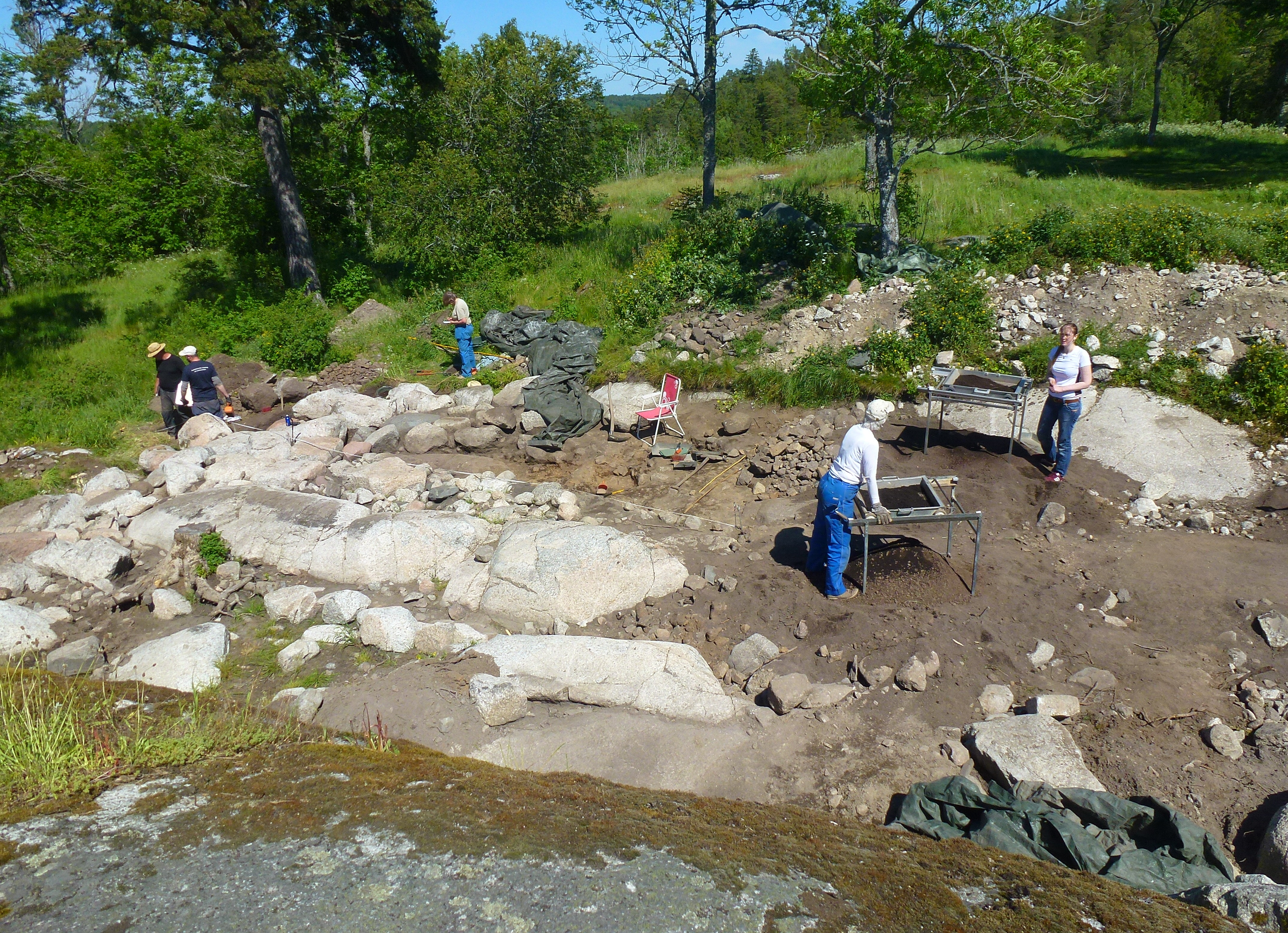
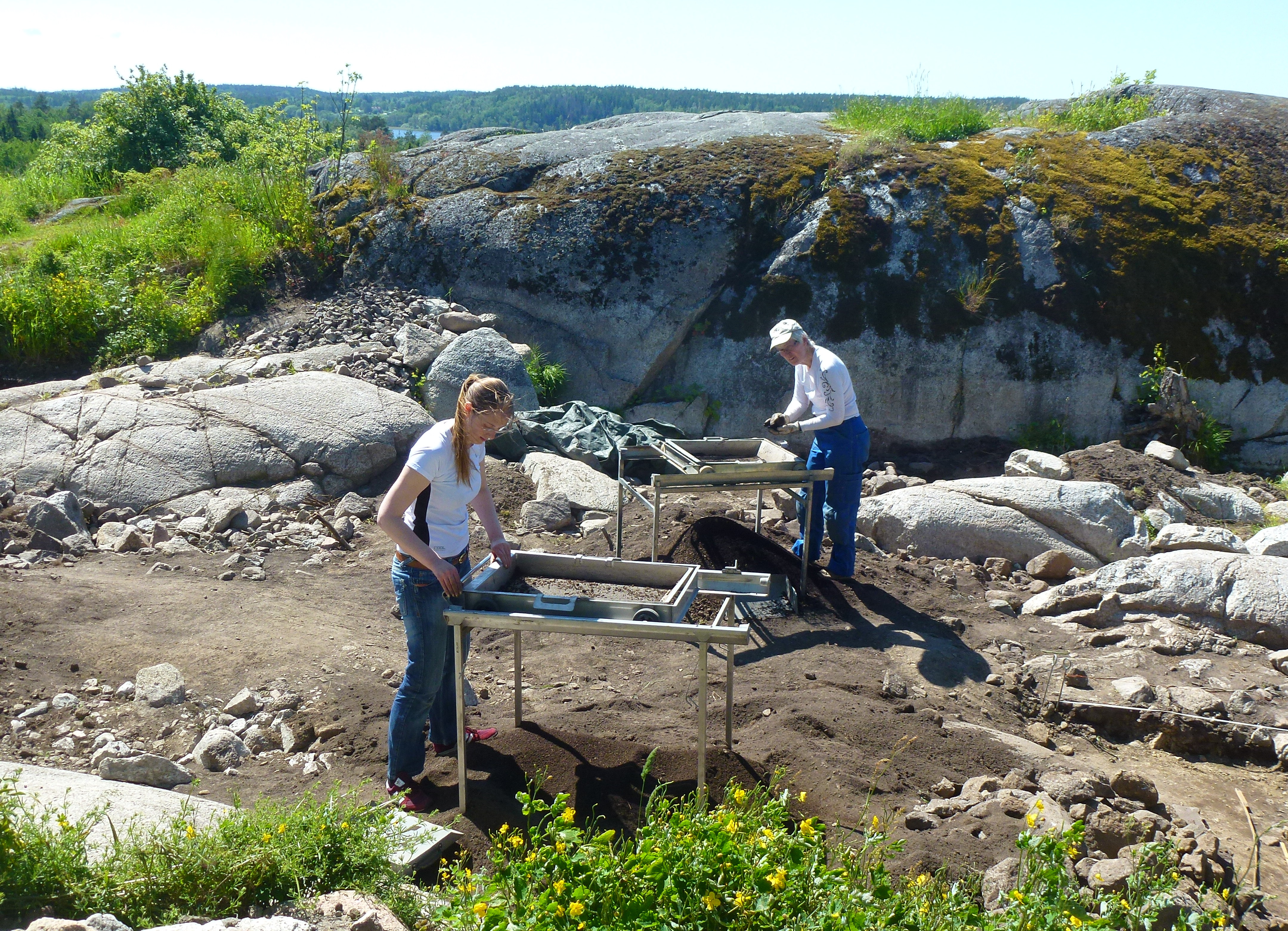
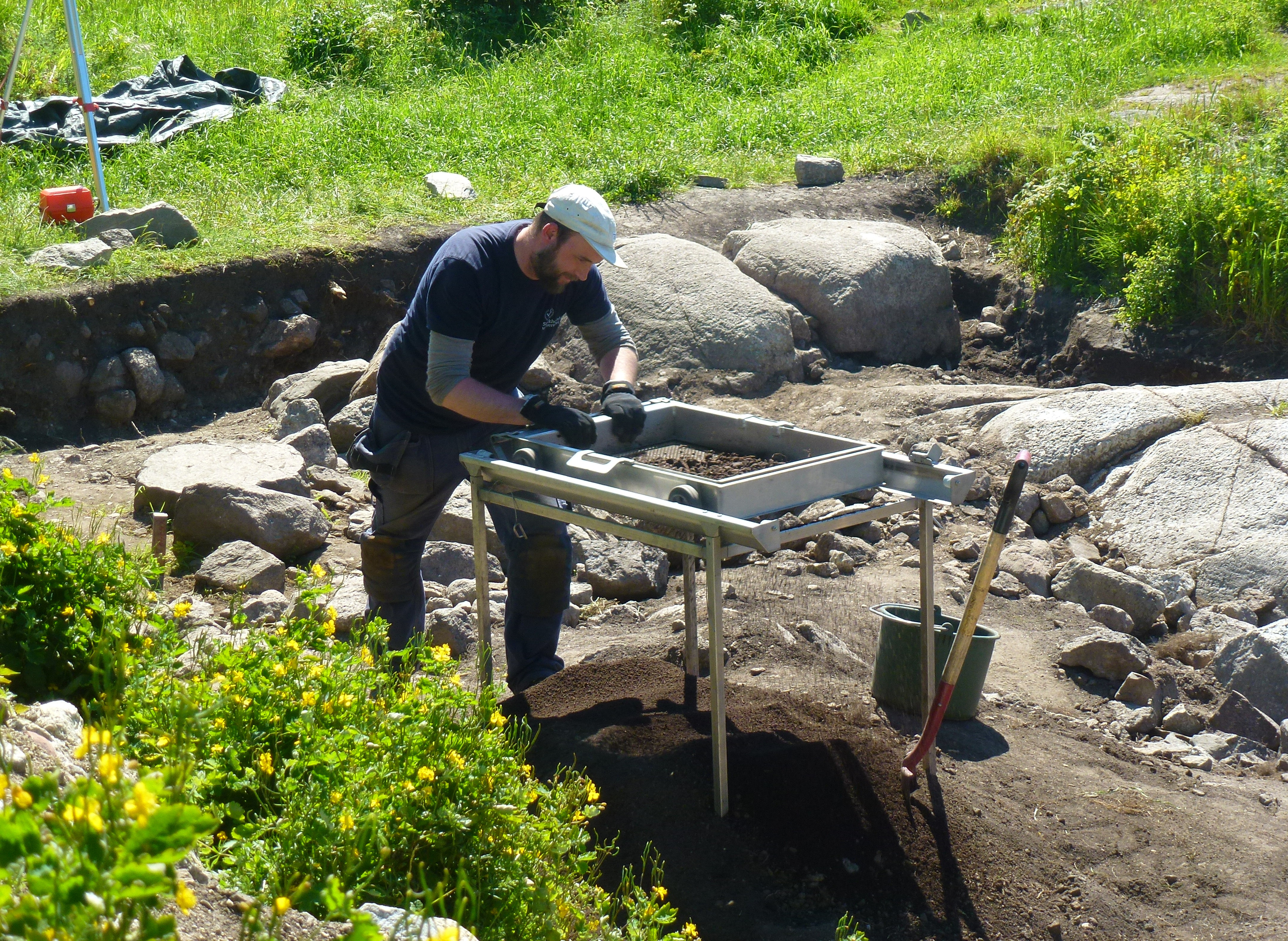
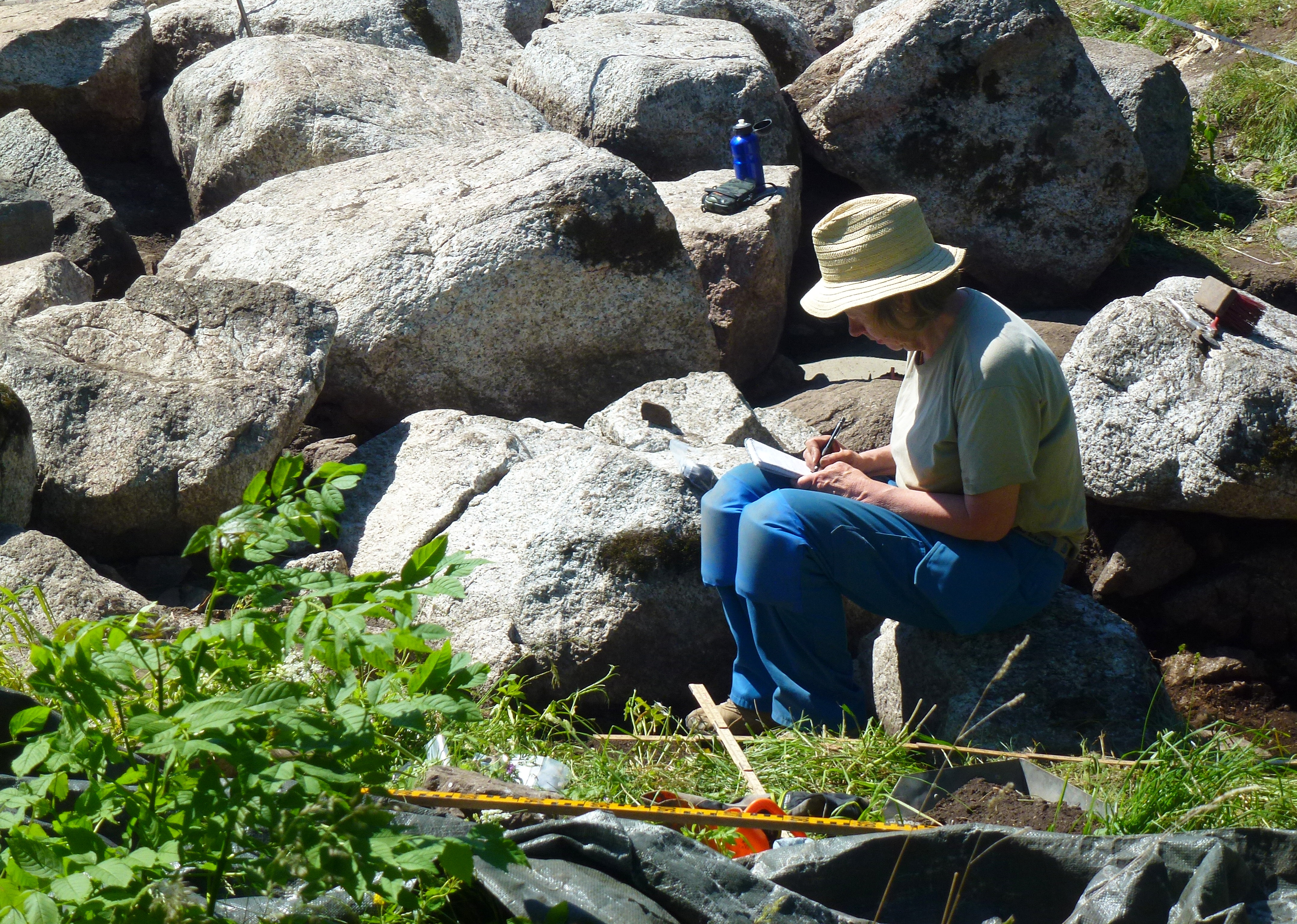

Verka fornborg ligger i Hammarby socken på gränsen till Sigtuna kommun. Dess läge på ett bergskrön vid Verkaåns utlopp i Oxundasjön antyder att den fungerat som farledsborg. Den är 350 x 250 meter stor och begränsas i sydväst och väst av branta bergssidor, i öster av mindre branta sidor och i norr av svagt sluttande berghällar. I söder finns en anlagd stenvall, cirka 180 meter lång, 1,5–4 meter bred och 0,3-0,8 meter hög, av rundade och skarpkantade stenar och enstaka block. Det finns en ingång till borgen. Den anlades troligen under folkvandringstiden. (Hammarby 61:1)

### Järfälla kommun

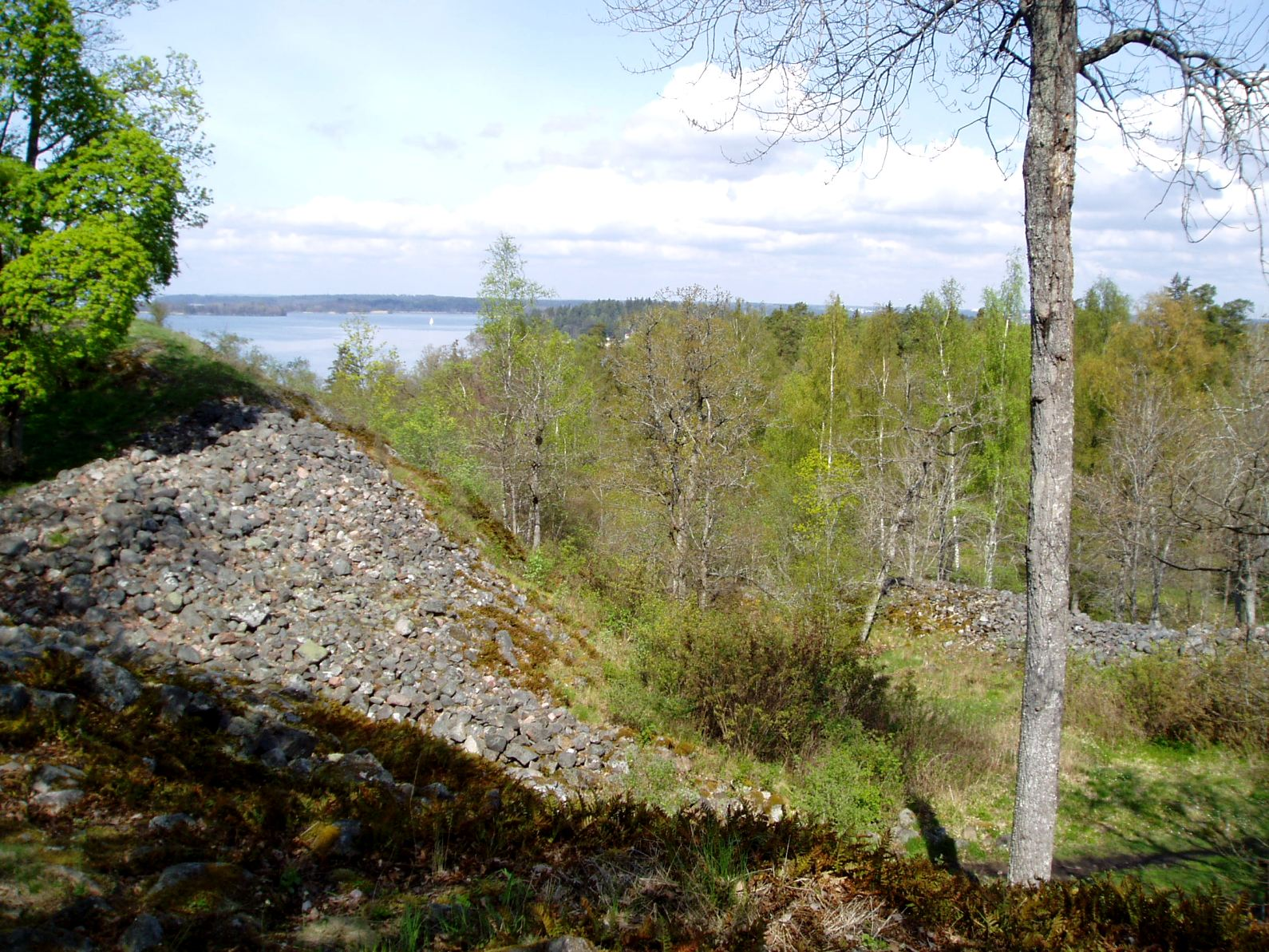
Gåseborgen, den inre vallen ligger till vänster och den yttre vallen till höger

Gåseborg ligger i Järfälla socken. Den är 200 × 150 meter stor och belägen på en bergshöjd som stupar brant ner till Görväln, en vik av Mälaren. Här gick tidigare en viktig farled mot norr och syftet med borgen var att bevaka denna. Förutom stupet mot vattnet begränsas borgen av sluttningar åt övriga håll och dessutom dubbla stenvallar. Den inre vallen är 120 meter lång, 1–16 meter bred och upp till 1,5 meter hög medan den yttre är 80 meter lång, 5–10 meter bred och 1–3 meter hög. Det finns två ingångar försedda med trappsteg av stenhällar. Borgen undersöktes hösten 2002 av Stockholms universitet. Man hittade deglar med rester av brons och även spår av guld. Med hjälp av dessa deglar daterades borgen till 300-500-talet e. Kr. Gåseborg är även ett populärt klätterområde. Klättring sker på flera av klipporna i anslutning till fornborgen. (Järfälla 62:1)
En annan av sockens fornborgar ligger nära Säbysjön vid Jakobsberg. Den är 190 × 100 meter stor och belägen på krönet av en kalbergsrygg. Berget sluttar brant i norr, väster och öster och sluttar svagt i söder, där det finns en 100 meter lång stenvall. Vallen är 4–8 meter bred och 0,2–0,6 meter hög och kraftigt raserad. En annan stenvall löper längs en platåkant i nordost. Den vallen är 35 meter lång, 2–4 meter bred och 0,2–0,5 meter hög. Det finns även rester av vallar i andra delar av anläggningen. I stenvallarna finns skyttevärn anlagda i sen tid. (Järfälla 339:1)
I socknen finns även en 50 × 35 meter stor vallanläggning, bestående av två rader av stenvallar. Den är belägen på kalbergsplatå vid Skylsta. Den liknar en fornborg, men vallarna är obetydliga så den torde ha fungerat som en hägnad för djur. (Järfälla 311:2)
Det finns en fornborg på gränsen mellan Järfälla och Spånga socknar. Den är 150 x 90 meter stor och belägen på ett bergskrön alldeles invid järnvägen vid Barkarby. Den begränsas av branta stup i söder och väster och av murar samt jord- och stenvallar åt övriga håll. Murarna och vallarna är sammanlagt drygt 70 meter långa, 3–5 meter breda och 0,3–0,6 meter höga. Den löper längs krönkanten utom i nordväst, där berget är lågsluttande och där muren går tvärs över berget. I närheten finns flera stensträngar. (Spånga 118:1)

### Upplands-Bro kommun
Skansenborgen ligger i Ullevisand strax norr om Bålsta i Håtuna socken. Anläggningen är cirka 300 x 190 meter stor och belägen på en bergsplatå sydost om L. Ullfjärden. Den avgränsas i väst och sydväst av branta sluttningar och stup, i norr, nordöst, sydöst och syd av delvis branta sluttningar. De senare är försedda med stenvallar av en sammanlagd längd av 440 meter. I Söder finns även en yttre vall, cirka 50 meter lång. Vallarna är 3-6 meter breda och 0,2-1 meter höga. I borgens södra del finns en bred ingång och i den nordöstra delen två mindre, raserade ingångar. Inne i borgen finns flera stenrösen och en bit utanför finns så kallade hålvägar. Cirka 10-30 meter söder om borgen, på båda sidor om ingången och väster om denna, finns fem vallgravsliknande insänkningar. (Håtuna 108:1)
Murbergets fornborg ligger i Håtuna socken. Den är belägen på ett mindre berg cirka 2,5 kilometer söder om vägen mellan Draget och Håtuna socken, vid vägskälet mot Sätterviks hage. Borgen är relativt liten, cirka 50 x 40 meter stor, och avgränsas av stup i väster, öster och norr och en liten bergssvacka i söder. Runt hela borgen finns låga (0,25-0,40 meter) stenvallar, totalt cirka 75 meter långa. Vallarna är cirka 1-2 meter höga. I söder finns borgens enda ingång. (Håtuna 127:1)
Det finns en fornborg mellan Kyrkbyn och Sigtunafjärden i Håbo-Tibble socken. Den är 85 x 55 meter stor och belägen på krönet av en bergklack i en smal dalgång. Den begränsas i nordost, nordväst och sydväst av branta stup och i sydost av dubbla stenvallar. Den inre och högst liggande är 37 meter lång, 2-4 meter bred och 0,3-0,5 meter hög.  10-15 meter sydost om och nedanför denna finns en låg otydligare stenvall, cirka 50 meter lång, 2-4 meter bred och 0,2-0,4 meter hög. I borgen finns ett stort röse. (Håbo-Tibble 48:2)
Det finns en annan fornborg i socknen och den ligger strax norr om Lejondalssjön i närheten av Mariedal och Näshagen. Den är 200 x 115 meter stor och belägen på krönet av en bergshöjd, som sluttar svagt i norr och öster. I söder och väster finns en bågformig stenvall, cirka 120 meter lång, 2-4 meter bred och 0,3-0,75 meter hög. I slänterna nedanför finns en del kortare stenmurar med en sammanlagd längd på cirka 20 meter. Där och även inne i borgen finns flera stensträngar. Det finns två ingångar till borgen. (Håbo-Tibble 155:1)
Sätraborgen ligger i Bro socken. Den är belägen på ett högt bergskrön vid gränsen mellan Bro och Håbo-Tibble socknar.  Den avgränsas av stup i öster och väster och vallar och stensträngar i söder och norr. Stenvallarna är som mest 4-5 meter breda och cirka 0,75 meter höga. Borgen är 300 x 125 meter stor. Utanför finns en numera uttorkad göl. (Bro 86:1)
En ytterligare fornborg i Bro socken ligger norr om E18 mitt emellan Trafikplats Bro och Draget (Bålsta). Den är 225 x 80 meter stor och belägen på en avlång bergplatå. Den avgränsas i västsydväst av branta stup, i norr och sydsydost av mindre branta sluttningar och i ostnordost av tre låga stenvallar, 30, 28 respektive 35 meter långa. De är 2-5 meter breda och 0,3-0,5 meter höga. Vallarna är anlagda i svackor mellan krönen av hällar och ansluter till dessa sidor, vilket tyder på att det är en hägnad för djur. (Bro 178:1).
Utöver dessa finns det två anläggningar i Västra Ryds socken, som snarare är boskapshägnader än fornborgar. De ligger vid Lejondalssjöns östra strand. (Västra Ryd 146:1-2)

### Sigtuna kommun
Trollberget är en fornborg i Sigtuna socken. Borgen ligger på en markant bergshöjd strax norr om stadsdelen Brännbo. Den är 150 x 65 meter stor och begränsas av branta stup och en delvis jordblandad stenvall. Vallen är cirka 130 meter lång, 4-8 meter bred och 0,5-1,4 meter hög och består delvis av skarpkantade stenar. Det finns två numera inrasade öppningar i vallen. (Sigtuna 80:1)
Det finns två fornborgar i Haga socken. De ligger i närheten av varandra vid Hagbyholm väster om en vik av Skofjärden. Den ena är 100 x 65 meter stor och belägen på ett bergskrön. Den begränsas av stenmurar i norr, nordost och öster, sammanlagt cirka 120 meter långa, 2-3 meter breda och 0,5-1,2 meter höga. Nedanför huvudmuren, åt sydost, löper en spärrmur, cirka 20 meter lång, två meter bred och 0,5-1 meter hög. Det finns två ingångar i huvudmuren. (Haga 9:1). Den andra borgen ligger strax sydost om 9:1. Den är 125 x 70 meter stor och begränsad av stup i väster och sydväst och branta sluttningar i norr, nordost och söder. I nordost och sydost löper låga stenvallar, sammanlagt 130 meter långa, med delvis dubbla vallar. (Haga 9:1)
Utsikten ligger på en udde i sjön Skarven, där Märstaån rinner ut, i Husby-Ärlinghundra socken. Borgen har ett strategiskt läge invid en viktig farled norrut och med god utsikt åt alla håll utom norr. Den är 220 x 200 meter stor och belägen på en bergshöjd som begränsas av stup och sluttningar. I norr och väster, där berget är lågsluttande, löper en stenvall, 2-4 meter bred och 0,2-0,6 meter hög, med en fyra meter bred ingång kantad av resta stenar. Inne i anläggningen finns rester av en vårdkase. (Husby-Ärlinghundra 128:1)
Sandviks skans ligger på en bergshöjd nära Rosersbergs slott i Norrsunda socken Borgen är 80 × 60 meter stor och avgränsas av stup i sydost, söder och väster och av en stenvall i norr, nordost och nordväst. Vallen är cirka 100 meter lång, 3–5 meter bred och 0,5–1 meter hög. Från borgplatån har man vid utsikt åt alla håll, inte minst mot den forntida vattenfarled som gick förbi här, och man har visuell kontant med den närbelägna Runsaborgen i Upplands Väsby kommun. (Norrsunda 71:1)
Det finns fem fornborgar i Odensala socken. Rössberget ligger drygt en kilometer nordväst om Arlanda flygplats intill Arlandabanan. Den är 330 × 230 meter stor, belägen på ett högt berg och består av en cirka 950 meter lång yttre ringvall och fyra inre, bågformiga vallar som delvis löper ihop i ändarna. Det finns även vallrester vid stupet i sydväst. Den yttre ringvallen är 1-3 meter bred och 0,5 meter hög medan de inre vallarna är 3-10 meter breda och 0,2-1 meter höga. Det finns två synliga ingångar till borgen. Se bild bland länkarna nedan. (Odensala 159:1)
Invid järnvägen en kilometer väster om Rössberget ligger en 160 x 120 meter stor fornborg. Den är belägen på en mindre bergshöjd och består av en inre ringvall och två yttre bågformiga vallar. Den inre vallen är 25 x 35 meter stor, 1,5-2,5 meter bred och upp till en meter hög och belägen på själva krönet. De yttre vallarna, vardera 100 meter långa, 0,3-2 meter breda och 0,3-1 meter höga, löper upp i sluttningarna. (Odensala 405:1)
Cirka två kilometer norr om Rössberget, vid Rickeby, ligger en annan fornborg. Borgen är 160 x 120 meter stor , belägen på ett platåformigt bergskrön och omgärdas av en yttre ringvall (85 x 60 meter), en lång vall i nordost och rester av vallar utanför den senare. Den inre vallen är cirka 160 meter lång, 2-4 meter bred och 0,4-0,8 meter hög. Den bäst bevarade yttre vallen är cirka 75 meter lång, 0,5-3 meter bred och 0,3 meter hög (Odensala 126:1)
En annan fornborg ligger invid Arlandabanan knappt en kilometer norr om Odensala kyrka. Den är 110 x 85 meter stor, belägen på ett svagt sluttande bergskrön och omgärdas av en inre hästskoformad vall (30 x 20 meter) och en sluten yttre vall (70 x 55 meter). De är 1-2 meter breda och 0,2-0,6 meter höga. (Odensala 235:1)
Brinkensborg ligger invid Länsväg 255 cirka tre kilometer nordväst om Märsta. Borgen är 230 x 55-85 meter stor och belägen på en kalbergsplatå som stupar brant i norr, väster och sydväst och sluttar brant i öster och söder. Över borgbergets centrala del löper en bågformig stenvall, cirka 75 meter lång, 3–6 meter bred och 0,3–1,5 meter hög. Vallen är delvis kallmurad upp till en meter. I borgens norra del finns en en meter hög rest sten, troligen sentida, och en två meter bred ingång. På båda sidor om vallen finns vattenhål. I borgens östra del finns otydliga rester av sammanlagt 175 meter långa stenvallar. (Odensala 267:1)
Det ligger en fornborg mellan Skalmstaberg och Linaberg i Skånela socken. Den är 250 x 100–150 meter stor och begränsas av stup och sluttningar. I borgens norra del finns en stenmur, cirka 90 meter lång, 2–4 meter bred och 0,2–0,5 meter hög, och även i söder och öster finns en stenvall. Den senare är 90 meter lång, 2–3 meter bred och 0,2–0,4 meter hög. Vallarna är kraftigt utrasade. (Skånela 143:1)
Det finns två fornborgar i Vidbo socken. Den ena ligger drygt en kilometer väster om Vidbo kyrka. Den består av två stenmurar, varav den längsta är 70 meter lång. (Vidbo 98:1). Cirka en kilometer norr om denna ligger den andra borgen. Denna är 260 x 15 meter stor och består av en inre och flera yttre stenmurar. Den inre muren är 4–8 meter bred och cirka en meter hög och bär spår av kallmurning. De yttre murarna är 1–3 meter breda och cirka 0,3 meter höga. (Vidbo 116:1)

### Norrtälje kommun
Det finns två fornborgar i Norrtälje stad. Skansberget ligger strax norr om Trafikplats Norrtälje i stadens västra utkanter. Borgen är 165 x 135 meter stor och belägen på ett berg med branta men låga stup. Den omgärdas av en stenvall, 205 meter lång, 2–10 meter bred och 0,2–1,3 meter h g. I väster och sydost finns dryga meterbreda ingångar. Borgen har skadats av sentida skyttevärn. I borgens norra del finns några stensättningar. (Norrtälje 23:1). Den andra fornborgen ligger i närheten av Norrtäljeanstalten. Den är 80 x 70 meter stor och belägen på en utskjutande bergsklack med branta men låga stup. Förutom en 30 meter lång, 2-5 meter bred och 0,3-0,6 meter hög stenvall i söder är borgen obefäst. Dess placering och utseende tyder dock på viss fortifikatorisk funktion. (Norrtälje 32:1)
Det finns en fornborg i Frötuna socken, söder om Kyrksjön. Den är 150 x 120 meter stor och belägen på en isolerad bergshöjd med branta höga stup mot sjön i norr och öster och lägre sluttningarna mot skogsmark i söder och väster. Längs krönkanten löper en stenvall, cirka 175 meter lång, 3–7 meter bred och 0,4-1,8 meter hög. Det finns två ingångar i vallen. Borgen, som antas ha anlagts under folkvandringstiden, innehåller kulturlager och rester efter två husgrunder. Tidigare gick här en viktig sjöfarled. (Frötuna 29:1)
Det finns en fornborg i Edebo socken. Den ligger på krönet av en bergsrygg norr om Framån cirka fem kilometer sydväst om Hallstavik. Berget stupar brant i norr och öster. Borgen är 85 x 40 meter stor och omgärdas av en inre stenmur - 35 x 85 meter lång, 2–5 meter bred och 0,2-2 meter hög - och en yttre stenmur - 45 meter lång, 2-3 meter bred och 0,2-0,5 meter hög. (Edebo 17:1)
På en svagt sluttande moränplatå mitt ute i skogen cirka två kilometer nordost om Skebobruk i Häverö socken ligger en annan fornborg. Den består av en ringformad stenvall, 25-30 meter i diameter, Vallen är 6–10 meter bred och 0,3-0,7 meter hög. Området innanför är 9 meter i diameter och försett med två större stenblock, 1-1,7 meter hög. Borgens märkliga placering och ringa storlek tyder på att den inte fungerat som försvarsanläggning utan kanske som en hägnad för djur (Jmfr Fäbod). (Häverö 153:1)
Lundboborg  i Edsbro socken är belägen på krönet av en blockig moränhöjd vid sjön Närdingens norra fot, strax norr om Edsbro Masugn. Sjön var tidigare en viktig förbindelselänk österut. Borgen är 80 x 50 meter stor och avgränsas av branta sluttningar. Från nordost till sydväst löper en ringmur, totalt 210 meter lång, 3-5 meter bred och 1–2,5 meter hög. I borgens nordöstra del finns ett fem meter stort flyttblock. Det finns två ingångar till borgen. Inom borgområdet finns spår av flera terrasseringar, antagligen husgrunder. 2001 gjordes en kartering och dokumentation av fornborgen. (Edsbro 59:1).
Strax norr om Lundboborg, på andra sidan sjön, ligger Rekinde fornborg. Den är belägen på krönpartiet av en stor- och rikblockig moränhöjd med breda sidor. Borgen omgärdas av en 45 x 30 meter stor, 3–6 meter bred och 0,5-1,0 meter hög ringmur av sten. Området innanför muren är, så när som på en liten yta på 10 diameter, helt täckt av moränsten. Det kan ha funnits en yttre vall. (Edsbro 228:1)
Strax norr om Edsbro ligger en annan liten fornborg. Den är 50 x 30 meter stor, belägen i hörnet av en liten moränkulle som stupar brant åt alla håll, och omgärdas av en stenvall. Vallen är 100 meter lång, 2–4 meter bred och 0,5-1,0 meter hög. Det finns en två meter ingång i nordost. (Edsbro 152:1)
Mellanlårens fornborg i Edsbro är belägen på krönpartiet av bergshöjd med hällmark. Den är 160 x 90 meter stor och begränsas av branta sluttningar samt inre och yttre stenvallar. Vallarna är totalt 175 meter långa, 1-5 meter breda och 0,2-0,5 meter höga. Borgen ligger otillgängligt med Fansjön i väster, hällmark i sydväst samt kuperad och sank skogsmark i norr och öster. (Edsbro 241:1)
På krönet och sluttningarna av en bergshöjd cirka 1,5 kilometer söder om Edsbro, strax väster om sjön Gisen och cirka 2,5 kilometer väster om Mellanlårens fornborg, ligger en 100 x 75 meter stor borg. Längs krönkanten löper en 50 x 40 meter lång ringmur, 1,5-3 meter bred och 0,3–1 meter hög. Runt ringmuren, på 10–20 meters avstånd, löper en yttre stenvall. Den är cirka 95 x 70 meter lång, 2–4 meter bred och 0,2–1 meter hög. I söder finns en 3,5 meter bred ingång i både muren och vallen. (Edsbro 54:1)
En annan av socknens fornborgar ligger mitt emellan Smaranäs och Sättraby. Den är cirka 140 x 60 meter stor och belägen på krönet av en moränhöjd med berg i dagen. Berget stupar brant i västnordväst och öster, tämligen brant i väster och norr och mindre brant i söder. I borgens norra del finns en oval ringmur, 60 x 25 meter lång, 1,5–5 meter bred och 0,2-0,5 meter hög, med två ingångar. I den södra och mellersta delen av borgen löper en kraftig stenvall, cirka 140 meter lång, 2-8 meter bred och 0,3-1 meter hög, med tre ingångar. (Edsbro 45:1)
Det finns tre fornborgar i Estuna socken. Den nordligaste ligger mellan Nyckelby och sjön Erkens södra strand. Den är 125 x 100 meter stor och belägen på en mindre bergrygg, som begränsas av lågt men brant stup i nordväst i övrigt av sluttande hällar. Vid kanten av hällsluttningarna i nordost, öster och sydväst löper tre stenvallar, två inre och en yttre, med en sammanlagd längd på 175 meter. De är starkt raserade,0,2-0,7 meter höga och 2-4 meter breda. (Estuna 53:1).
En annan fornborg, Fisingsberget ligger knappt två kilometer sydost om Estuna kyrka. Den är 170 x 130 meter stor och belägen på ett inte särskilt markant berg, som begränsas av stup och låga bergavsatser. Längs sluttningarna i väst till söder löper dubbla stenvallar, 120 respektive 155 meter långa. De är starkt raserade, 0,2-1 meter höga och 2-6 meter breda. Borgens storlek och placering tyder på att den inte fungerat som en försvarsanläggning. (Estuna 62:1).
Socknens tredje fornborg ligger det nordöstra hörnet av Norrtälje, strax öster om bostadsområdet Solbacka. Den är 165 x 130 meter stor och belägen på ett berg, som stupar brant i norr och väster och begränsas av mindre sluttningar i öster och söder. Borgen begränsas i övrigt av dubbla stenvallar och en kortare stenvall på en klippavsats. Den dubbla vallarna är 110 respektive 95 meter långa, 2-7 meter breda och 0,2-0,7 meter höga. Den kortare vallen 15 meter lång, 2–4 meter bred och 0,2–0,3 meter hög. (Estuna 84:1).
Det finns en liten fornborg i Fasterna socken i kommunens västra del. Borgen är belägen på en bergshöjd cirka 1,5 kilometer norr om Fasterna kyrka och en kilometer nordväst om sjön Skedviken. Den är 60 × 30 meter stor och begränsas i väster av brant sluttning och stup i övrigt av en stenvall, 130 meter lång, 2–5 meter bred och 0,2–1 meter hög. (Fasterna 90:1)
Det finns två kända fornborgar i Gottröra socken. Den ena ligger strax söder om Mälby. Den är 80 x 70 meter stor och belägen på krönet av ett bergsparti i Undbergaåns dalgång. I nordväst till sydost finns stup och i övrigt begränsas den av en stenvall, som är kraftigt raserad och utspridd. Vid vallens västra del finns ett tjugotal klumpstenar och i närheten finns en 50 meter lång stensträng. (Gottröra 241:1). Socknens andra fornborg ligger på ett bergskrön några hundra meter nordväst om nr 241. Den är 70 x 60 meter stor och begränsas av naturliga stup och en stenvall. Vallen är 100 meter lång, 2-6 meter bred och 0,3-1,0 meter hög. (Gottröra 244:1)
Den enda fornborgen i Husby-Sjuhundra socken ligger på en bergshöjd alldeles invid E18, några kilometer väster om Norrtälje. Den är 140 x 80 meter stor och begränsas av stup, sluttningar och en låg hällsluttning. I Sydväst och nordväst löper två stenvallar, 35 respektive 20 meter långa, 3-5 meter breda och upp till 1,2 meter höga. De är kraftig utrasade. Anläggningen har tydlig fornborgskaraktär, men kan inte ha fungerat som försvarsanläggning utan murar i öster och sydost, där det är lätt att ta sig in, så antingen har den haft en annan funktion eller så är den ofullbordad. (Husby-Sjuhundra 128:1)
Det finns fyra fornborgar i Lohärad socken. Borgen ligger i ett fornminnesrikt område i Gribby med bl.a. ett närbeläget gravfält. Anläggningen är 70 x 30 meter stor, belägen på ett bergskrön och begränsas av branta och oländiga sluttningar. I öster finns en nästan oval ringvall, cirka 30 x 25 meter, 3-6 meter bred och upp till 0,5 meter hög. I den nordöstra delen finns en ingång. Från ringvallens västsydvästra del löper en annan vall, cirka 50 meter lång, 3-6 meter bred och 0,3-0,8 meter hög. (Lohärad 35:1).
Cirka tre kilometer västsydväst om denna, vid sjön Falken, ligger Borgholmen. Den är 110 x 60 meter stor och belägen på ett bergskrön med branta stup i norr, nordväst, väst och sydväst. Runt krönet, utom längs sjön i väster och en sträcka i norr, löper en stenvall, 2-3,5 meter bred och 0,3-0,6 meter hög. Inne i borgområdet finns flera gränsrösen och resta granitstenar. Möjligen kan anläggningen ha fungerat som en kult- eller ceremoniplats. (Lohärad 59:1)
Drygt två kilometer väster om Borgen ligger Hummelberget, som är en 140 x 125 meter stor fornborg belägen på krönpartiet och nordsluttningen av en brant och klippig bergshöjd med hällmark. Berget stupar brant mot sankmark i väster, sydväst, söder och sydost. I norr, nordost och ostnordost löper en cirka 125 meter lång stenvall. Vallen är  1,5-4 meter bred och 0,3-0,5 meter hög. I den nordöstra delen, i anslutning till en svacka i berget mellan två stora flyttblock finns en två meter bred ingång. (Lohärad 161:1)
En annan fornborg ligger nära Sättraby. Den är belägen på en moränhöjd och består av en 32 x 29 meter stor ringmur med en ingång i sydost. Muren är fyra meter bred och 0,2-1,5 meter hög. (Lohärad 76:1)
Det finns två fornborgar i Närtuna socken. Den ena ligger på en bergshöjd strax söder om sjön Uttran. Borgen är 90 x 80 meter stor och begränsas av stup och skogklädda sluttningar. Runt själva borgplatån löper en halvcirkelformad stenvall, som är 100 meter lång, 2-5 meter bred och 0,1-0,8 meter hög, av upp till meterstora stenar och flera naturliga stenblock. I borgens nordvästra del saknas vall. (Närtuna 7:1). Den andra ligger mitt emellan sjöarna Marsjön och Trehörningen. Den är 150 x 125 meter stor och belägen på ett bergskrön omgivet av sankmark och skog. I nordväst och väster stupar berget brant. I nordväst, norr, öster, sydost och söder löper en stenvall, som är 250 meter lång, 4-6 meter bred och 0,2-0,4 meter hög, med flera långa avbrott åt alla håll. I ostsydost finns en 1,5 meter bred ingång. (Närtuna 278:1)
Burehällsberget är en av två fornborgar i Riala socken och ligger cirka en kilometer nordost om Riala kyrka. Den är 170 x 140 meter stor och begränsas av branta stup och sluttningar, de senare försedda med en cirka 80 meter lång stenvall. Vallen är 2-3 meter bred och 0,3-0,5 meter hög. Enligt lokal tradition finns det järnringar i berget, men det finns inga spår av det. (Riala 112:1). Den andra fornborgen, Bastubacken, ligger cirka en kilometer väster om Burehällsberget och strax nordväst om kyrkan. Den är 110 x 90 meter stor och begränsas av stup och flacka sluttningar. Längs de senare, i norr och sydost, löper en 80 meter lång, 1,5-3 meter bred och 0,2-0,6 meter hög stenvall. (Riala 172:1)
Den finns två fornborgar i Rimbo socken. Borgbacken ligger på en bergshöjd vid Lundbysjön.  Den är 200 x 100 meter stor och omgärdas av en inre ringvall, 75-85 meter i diameter, 2-3 meter bred och 0,5-1,0 meter hög, som tredelas på högsta bergkrönet av en annan stenvall, cirka 75 meter lång, 1,5-2,5 meter bred och 0,3-0,8 meter hög. Den sistnämnda vallen delar borgen i två delar - en nordlig del på högsta krönet och en sydlig del i sluttningen. Sydväst om ringvallen l per en 250 meter lång yttre stenvall. Den är 2-3 meter bred och 0,5-1,0 meter hög. (Rimbo 35:1). Fästningen ligger strax söder om Lilla Gransjön nordost om Rimbo. Den är 60 x 50 meter stor och består av en 35 x 25 meter stor inre ringvall och en 80 meter lång yttre stenvall. Det finns en ingång till borgen. (Rimbo 70:1)
Gårdstensberget är den enda kända fornborgen i Rö socken. Borgen, som ligger på krönet av en moränhöjd drygt två kilometer nordost om Rö kyrka, är 230 x 190 meter stor och består av en inre ringvall och en yttre stenvall. Den inre vallen är cirka 325 meter lång, 1-5 meter bred och 0,5-1,2 meter hög. Den yttre vallen är cirka 350 meter lång, 1-4 meter bred och 0,25-1 meter hög och löper 10-20 meter från den inre vallen. Båda vallarna är innehåller rester av kallmurning och är kraftigt raserade. (Rö 73:1)
Det finns i fyra kända fornborgar i Skederids socken. Den mest kända är borgen i Darsgärde, som grävdes ut 1957-1960 under ledning av arkeologen Björn Ambrosiani, som man konstaterade var en befäst gård med intilliggande gravfält. Vid utgrävningarna hittade man flera husgrunder, rester efter träkonstruktioner i form av bl.a. förmodade palissader och ett torn samt mängder av bland annat vävtyngder, verktyg, keramik och en järnnyckel. Borgen, som dateras till folkvandringstiden är cirka 100 x 95 meter stor och belägen på krönpartiet av en 45 meter hög bergshöjd. I söder och öster stupar berget närmast lodrät i norr tämligen brant och i väster något svagare sluttning. Den omgärdas av två stenvallar. (Skederid 16:1)
En annan av socknens fornborgar ligger vid byn Norrtjära, cirka tre kilometer norr om Finsta kyrka. Borgen är 140 x 75 meter stor och belägen på en moränhöjd, som stupar brant i väster, sydväst, söder och sydost. I nordost, där berget sluttar svagt, löper en 150 meter lång stenvall. Vallen är 2,5-4,5 meter bred och 0,3-0,8 meter hög. I vallens mittparti finns rester av kallmurning. En bit utanför vallen löper en annan kortare stenvall, 17 meter lång, 2,5-3 meter bred och upp till 0,4 meter hög. Det finns två meterbreda ingångar till anläggningen. (Skederid 1:1)
Cirka två kilometer söder om denna ligger en annan fornborg, rundat oval och 60 x 50 meter stor. Den är belägen på en 200 x 125 meter stor bergsplatå, som begränsas av blockrika sluttningar, och omgärdas av en ringvall, 150 meter lång, 2-3 meter bred och upp till en meter hög. Två ingångar leder in till borgen. (Skederid 60:1). Knappt en kilometer sydost om Skederid 60:1 ligger en 170 x 80 meter stor borg, som omgärdas av stenvallar med en sammanlagd längd på 140 meter. Vallarna är 2-6 meter breda och 0,3-1 meter höga. Flera stora block tycks i försvarssyfte ha placerats i borgområdet. (Skederid 216:1)
Det finns tre fornborgar i Söderby-Karl socken. Borgholmsberget ligger strax nordost om Ekeby. Borgen är 70 x 60 meter stor och begränsas av stup åt alla håll. På en klippavsats nedanför stupet i ostsydost och sydsydväst löper en stenvall, cirka 75 meter lång, 3-8 meter bred och 0,5-1 meter hög. På samma sätt löper en åtta meter lång mur i borgen västra del. (Söderby-Karl 18:1)
Ströjaborg ligger cirka en kilometer väster om länsväg 283 vid sjön Ströjans östra strand. Den är 80 x 60 meter stor och belägen på ett bergskrön som stupar brant i väster, norr och nordost. I övrigt begränsas borgen av sammanhängande stenvallar, sammanlagt 145 meter långa, 1-5 meter breda och 0,3-1 meter höga, med spår av kallmurning.  I anslutning till ingångar i sydost och nordväst finns dubbla vallar, 50 respektive 20 meter långa. (Söderby-Karl 35:1)
Socknens tredje fornborg ligger cirka 800 meter öster om länsväg 283 i höjd med Norrby. Den är 110 x 65 meter stor och består av en 75 meter lång stenvall som löper i och nedanför bergssluttningarna. Vallen är 1-3 meter bred och 0,2-0,6 meter hög. (Söderby-Karl 123:1)
Den enda fornborgen i Ununge socken ligger vid byn Tranbol, cirka 1,5 kilometer söder om Riksväg 76. Den är rund, cirka 80 meter i diameter och begränsas av branta stup i väster, norr och öster samt av en stenvall i söder. Vallen är 55 meter lång, 2-4 meter bred och 0,3-1 meter hög och försedd med en öppning i mitten. I anslutning till öppningen finns en 10 x 7 meter stor fålla, begränsad av en stenvall, så kanske har anläggningen använts i djurhållningen. (Ununge 161:1)
Det finns en 70 x 40 meter stor fornborg strax norr om Ortalalund i Väddö socken. Borgen är belägen på ett bergskrön 30 meter över havet med utsikt över Väddöviken. Den begränsas av branter och en stenvall. Stenvallen är 50 meter lång, 1-2,5 meter bred och 0,3-0,7 meter hög. (Väddö 158:1)

## Komplett lista
Lista över de 186 fornborgar i Uppland som upptas i Fornminnesregistret.
| Namn            | Koordinat                                                                                          | RAÄ-nummer | bild | kommentar |
| --------------- | -------------------------------------------------------------------------------------------------- | ---------- | ---- | --- |
|                 | 59°20′38″N 17°29′50″Ö / 59.34395°N 17.49724°Ö                                                      | 11:1       |      | |
| Borg            | 59°19′58″N 17°32′42″Ö / 59.33288°N 17.54489°Ö                                                      | 34:1       | b    | |
| Skansberget     | 59°22′37″N 17°31′34″Ö / 59.37687°N 17.52604°Ö                                                      | 86:1       | b    | |
| Garnisonen      | 59°20′00″N 17°32′36″Ö / 59.33346°N 17.5433°Ö                                                       | 173        |      | |
|                 | 59°52′09″N 18°02′12″Ö / 59.86921°N 18.03664°Ö                                                      | 5:1        |      | |
|                 | 59°50′22″N 17°57′36″Ö / 59.83933°N 17.96001°Ö                                                      | 30:1       |      | |
|                 | 59°52′01″N 17°57′49″Ö / 59.86685°N 17.96359°Ö                                                      | 97:1       |      | |
|                 | 59°54′49″N 18°08′10″Ö / 59.91349°N 18.13623°Ö                                                      | 110:1      |      | |
|                 | 59°51′42″N 17°56′31″Ö / 59.86172°N 17.94204°Ö                                                      | 259:1      |      | |
|                 | 59°44′58″N 17°38′14″Ö / 59.74954°N 17.63727°Ö                                                      | 31:1       |      | |
|                 | 59°49′36″N 16°56′35″Ö / 59.82667°N 16.94298°Ö                                                      | 54:1       |      | |
|                 | 60°04′32″N 18°07′00″Ö / 60.0756°N 18.11671°Ö                                                       | 511:1      |      | |
|                 | 59°30′34″N 18°09′23″Ö / 59.50956°N 18.15629°Ö                                                      | 111:1      |      | |
|                 | 59°31′34″N 18°09′12″Ö / 59.52609°N 18.15331°Ö                                                      | 115:1      |      | |
|                 | 59°40′06″N 16°51′31″Ö / 59.66821°N 16.85867°Ö                                                      | 179:1      |      | |
|                 | 59°33′04″N 17°38′04″Ö / 59.55118°N 17.63437°Ö                                                      | 86:1       |      | |
|                 | 59°33′16″N 17°35′24″Ö / 59.55441°N 17.59013°Ö                                                      | 178:1      |      | |
|                 | 59°19′49″N 17°57′15″Ö / 59.33021°N 17.95411°Ö                                                      | 136:1      |      | |
|                 | 59°17′02″N 17°53′40″Ö / 59.28378°N 17.89435°Ö                                                      | 38:1       |      | |
|                 | 59°15′34″N 18°09′18″Ö / 59.25932°N 18.15495°Ö                                                      | 92:1       |      | |
|                 | 59°14′21″N 18°07′04″Ö / 59.23925°N 18.11764°Ö                                                      | 159:1      |      | |
|                 | 59°58′37″N 17°34′53″Ö / 59.97688°N 17.58136°Ö                                                      | 1:2        |      | |
|                 | 59°23′45″N 18°02′32″Ö / 59.39582°N 18.04225°Ö                                                      | 32:1       |      | |
|                 | 59°50′44″N 17°47′04″Ö / 59.84558°N 17.78436°Ö                                                      | 17:1       |      | |
| Runsa borg      | 59°34′00″N 17°49′41″Ö / 59.56653°N 17.82818°Ö                                                      | 2:1        | b    | |
|                 | 60°00′15″N 18°29′22″Ö / 60.0043°N 18.48957°Ö                                                       | 17:1       |      | |
|                 | 59°51′59″N 18°24′39″Ö / 59.86643°N 18.41078°Ö                                                      | 45:1       |      | |
|                 | 59°52′36″N 18°29′05″Ö / 59.87663°N 18.48466°Ö                                                      | 54:1       |      | |
| Lundboborg      | 59°53′37″N 18°30′06″Ö / 59.89352°N 18.50176°Ö                                                      | 59:1       |      | |
|                 | 59°54′08″N 18°29′08″Ö / 59.90209°N 18.48551°Ö                                                      | 152:1      |      | |
|                 | 59°53′52″N 18°29′47″Ö / 59.89773°N 18.49625°Ö                                                      | 228:1      |      | |
| Mellanlåren     | 59°52′20″N 18°32′18″Ö / 59.87211°N 18.53846°Ö                                                      | 241:1      |      | |
|                 | 60°03′14″N 18°13′52″Ö / 60.05385°N 18.23112°Ö                                                      | 140:1      |      | |
|                 | 59°16′25″N 17°42′12″Ö / 59.27371°N 17.7032°Ö                                                       | 119:1      |      | |
| Vikingaberget   | 59°16′02″N 17°49′21″Ö / 59.26723°N 17.82257°Ö                                                      | 138:1      |      | |
|                 | 59°16′43″N 17°51′45″Ö / 59.27857°N 17.86254°Ö                                                      | 140:1      |      | |
|                 | 59°49′10″N 18°34′43″Ö / 59.81936°N 18.57864°Ö                                                      | 53:1       |      | |
|                 | 59°48′17″N 18°40′58″Ö / 59.80474°N 18.68276°Ö                                                      | 62:1       |      | |
|                 | 59°46′36″N 18°44′03″Ö / 59.77673°N 18.73422°Ö                                                      | 84:1       |      | |
|                 | 59°57′35″N 18°08′01″Ö / 59.95976°N 18.13363°Ö                                                      | 81:1       |      | |
|                 | 59°47′05″N 18°14′37″Ö / 59.78486°N 18.24362°Ö                                                      | 90:1       |      | |
|                 | 59°37′06″N 18°11′41″Ö / 59.61842°N 18.19483°Ö                                                      | 3:1        |      | |
|                 | 59°38′18″N 18°07′14″Ö / 59.63828°N 18.1206°Ö                                                       | 58:1       |      | |
| Borgringen      | 59°39′07″N 18°06′59″Ö / 59.65208°N 18.11626°Ö                                                      | 59:1       |      | |
|                 | 59°44′03″N 18°39′51″Ö / 59.73414°N 18.66406°Ö                                                      | 29:1(2)    |      | |
|                 | 59°52′31″N 17°51′20″Ö / 59.87518°N 17.85569°Ö                                                      | 65:1       |      | |
|                 | 59°51′44″N 17°52′56″Ö / 59.86221°N 17.88227°Ö                                                      | 116:1      |      | |
|                 | 59°51′12″N 17°53′41″Ö / 59.85329°N 17.8947°Ö                                                       | 139:1      |      | |
|                 | 59°50′04″N 17°53′53″Ö / 59.83433°N 17.89815°Ö                                                      | 140:1      |      | |
|                 | 59°49′20″N 17°54′37″Ö / 59.82226°N 17.9104°Ö                                                       | 150:1      |      | |
|                 | 59°51′43″N 17°47′37″Ö / 59.86204°N 17.79362°Ö                                                      | 160:1      |      | |
|                 | 59°52′29″N 17°51′11″Ö / 59.87465°N 17.85303°Ö                                                      | 191:1      |      | |
|                 | 59°43′00″N 17°20′44″Ö / 59.71658°N 17.3456°Ö                                                       | 31:1       |      | |
|                 | 59°44′24″N 18°05′49″Ö / 59.73998°N 18.09694°Ö                                                      | 241:1      |      | |
|                 | 59°44′57″N 18°05′32″Ö / 59.7493°N 18.09222°Ö                                                       | 244:1      |      | |
|                 | 59°40′01″N 17°39′23″Ö / 59.66697°N 17.65637°Ö                                                      | 9:1        |      | |
|                 | 59°33′07″N 17°52′57″Ö / 59.55192°N 17.88239°Ö                                                      | 61:1       |      | |
|                 | 60°11′28″N 18°18′54″Ö / 60.19103°N 18.31507°Ö                                                      | 65:1       |      | |
|                 | 59°22′36″N 17°41′32″Ö / 59.37667°N 17.69213°Ö                                                      | 69:1       |      | |
|                 | 59°45′06″N 18°05′38″Ö / 59.75179°N 18.09394°Ö                                                      | 39:1       |      | |
|                 | 59°45′19″N 17°59′54″Ö / 59.75515°N 17.99834°Ö                                                      | 118:1      |      | |
| Broborg         | 59°45′20″N 17°57′06″Ö / 59.75557°N 17.95157°Ö                                                      | 156:1      |      | |
|                 | 59°44′31″N 17°59′20″Ö / 59.74183°N 17.9889°Ö                                                       | 193:1      |      | |
|                 | 59°46′49″N 18°00′29″Ö / 59.78041°N 18.00814°Ö                                                      | 200:1      |      | |
|                 | 59°45′07″N 18°03′58″Ö / 59.75186°N 18.06609°Ö                                                      | 232:1      |      | |
|                 | 59°44′17″N 18°35′26″Ö / 59.73802°N 18.59044°Ö                                                      | 128:1      |      | |
| Joar Blå        | 59°38′09″N 17°22′55″Ö / 59.63584°N 17.38192°Ö                                                      | 124:1      |      | |
|                 | 59°35′50″N 17°47′29″Ö / 59.59716°N 17.79151°Ö                                                      | 128:1      |      | |
|                 | 59°35′34″N 17°41′44″Ö / 59.59275°N 17.69561°Ö                                                      | 48:2       |      | |
|                 | 59°33′32″N 17°41′13″Ö / 59.55886°N 17.68681°Ö                                                      | 155:1      |      | |
| Borgen          | 59°34′25″N 17°33′09″Ö / 59.57359°N 17.55259°Ö                                                      | 108:1      |      | |
| Murberget       | 59°33′43″N 17°35′28″Ö / 59.56207°N 17.59119°Ö                                                      | 127:1      |      | |
|                 | 59°39′58″N 17°31′16″Ö / 59.66607°N 17.52117°Ö                                                      | 91:1       |      | |
|                 | 59°18′03″N 18°25′30″Ö / 59.30084°N 18.4249°Ö                                                       | 5:1        |      | På en krönplatå på Norängsudden i Ingarö socken, Värmdö kommun, ligger en 130 × 40–80 meter stor fornborg. Den avgränsas av branta stup mot fjärden i sydost, söder och sydväst och av branta sluttningar åt övriga håll. I nordväst, norr och nordost är sluttningarna förstärkta av stenvallar, 50 meter långa, 1,5–3 meter breda och upp till 0,6 meter höga. Den nordvästra vallen stänger en sluttning som leder upptill borgen från norr. Den nordöstra vallen har spår av kallmurning. Mellan de båda vallarna finns en rund stensättning, 5 meter i diameter och 0,3 meter hög, och en rund stenkrets bestående av åtta 0,8–1,2 stora stenlock. Den senare utgör antagligen rester av ett vid borgbyggandet borttaget röse. |
|                 | 59°56′58″N 17°20′11″Ö / 59.94953°N 17.33625°Ö                                                      | 72:1       |      | |
|                 | 59°24′06″N 17°45′44″Ö / 59.40175°N 17.7623°Ö                                                       | 62:1       |      | |
|                 | 59°26′31″N 17°51′15″Ö / 59.44182°N 17.8542°Ö                                                       | 339:1      |      | |
|                 | 59°55′39″N 18°16′06″Ö / 59.92761°N 18.26841°Ö                                                      | 39:1       |      | |
|                 | 59°54′53″N 18°15′01″Ö / 59.91467°N 18.25041°Ö                                                      | 62:1       |      | |
|                 | 59°56′56″N 18°20′13″Ö / 59.94898°N 18.33691°Ö                                                      | 102:1      |      | |
|                 | 59°57′37″N 18°20′24″Ö / 59.96037°N 18.33992°Ö                                                      | 103:1      |      | |
|                 | 59°56′34″N 18°18′29″Ö / 59.94271°N 18.30796°Ö                                                      | 133:1      |      | |
|                 | 59°54′25″N 18°23′28″Ö / 59.90697°N 18.39123°Ö                                                      | 187:1      |      | |
|                 | 59°31′18″N 17°13′44″Ö / 59.52158°N 17.22884°Ö                                                      | 21:1       |      | |
| Borgen          | 59°29′11″N 17°10′58″Ö / 59.48651°N 17.18267°Ö                                                      | 62:1       |      | |
|                 | 59°27′18″N 17°16′32″Ö / 59.45495°N 17.27546°Ö                                                      | 74:1       |      | |
|                 | 59°27′19″N 17°16′16″Ö / 59.45525°N 17.27107°Ö                                                      | 99:1       |      | |
|                 | 59°38′10″N 18°14′16″Ö / 59.63605°N 18.23764°Ö                                                      | 76:1       |      | |
| Salsta borg     | 60°03′15″N 17°46′49″Ö / 60.05407°N 17.78021°Ö                                                      | 12:1       |      | |
| Borgen          | 59°48′23″N 18°32′39″Ö / 59.80631°N 18.54408°Ö                                                      | 35:1       |      | |
| Borgholmen      | 59°47′32″N 18°28′42″Ö / 59.79225°N 18.47843°Ö                                                      | 59:1       |      | |
|                 | 59°50′49″N 18°27′28″Ö / 59.84683°N 18.4578°Ö                                                       | 76:1       |      | |
|                 | 59°48′18″N 18°29′40″Ö / 59.80501°N 18.49438°Ö                                                      | 161:1      |      | |
|                 | 59°18′20″N 17°49′30″Ö / 59.30561°N 17.82496°Ö                                                      | 20:1       |      | |
|                 | 59°31′43″N 17°31′48″Ö / 59.52865°N 17.52997°Ö                                                      | 15:1       |      | |
|                 | 59°37′17″N 18°02′27″Ö / 59.62144°N 18.04093°Ö                                                      | 116:1      |      | |
| Sandviks skans  | 59°34′56″N 17°49′19″Ö / 59.58225°N 17.82198°Ö                                                      | 71:1       |      | |
|                 | 59°44′56″N 18°39′32″Ö / 59.74889°N 18.65887°Ö                                                      | 23:1       |      | |
|                 | 59°46′07″N 18°42′02″Ö / 59.76849°N 18.70053°Ö                                                      | 32:1       |      | |
|                 | 59°48′36″N 17°13′03″Ö / 59.81011°N 17.21739°Ö                                                      | 2:1        |      | |
|                 | 59°47′56″N 17°10′10″Ö / 59.79901°N 17.1695°Ö                                                       | 18:1       |      | |
|                 | 59°46′39″N 17°09′33″Ö / 59.77742°N 17.15918°Ö                                                      | 26:1       |      | |
|                 | 59°42′27″N 18°13′12″Ö / 59.70756°N 18.21994°Ö                                                      | 7:1        |      | |
|                 | 59°42′52″N 18°18′12″Ö / 59.71447°N 18.3034°Ö                                                       | 278:1      |      | |
|                 | 59°41′56″N 17°54′22″Ö / 59.69882°N 17.906°Ö                                                        | 126:1      |      | |
|                 | 59°40′33″N 17°54′47″Ö / 59.67578°N 17.91307°Ö                                                      | 159:1      |      | |
|                 | 59°40′25″N 17°50′50″Ö / 59.67369°N 17.84714°Ö                                                      | 235:1      |      | |
|                 | 59°38′52″N 17°46′48″Ö / 59.64769°N 17.77994°Ö                                                      | 267:1      |      | |
|                 | 59°40′26″N 17°53′36″Ö / 59.67399°N 17.89329°Ö                                                      | 405:1      |      | |
|                 | 59°56′25″N 17°58′38″Ö / 59.94014°N 17.97709°Ö                                                      | 454:1      |      | |
|                 | 59°56′48″N 17°53′39″Ö / 59.94655°N 17.89417°Ö                                                      | 490:1      |      | |
| Burehällsberget | 59°38′18″N 18°32′32″Ö / 59.63835°N 18.54214°Ö                                                      | 112:1      |      | |
| Bastubacken     | 59°38′02″N 18°30′52″Ö  /  59.63382°N 18.51454°Ö  / 59.63382; 18.51454  ( Bastubacken Riala 172:1 ) | 172:1      |      | |
| Borgbacken      | 59°43′50″N 18°24′45″Ö / 59.73067°N 18.4125°Ö                                                       | 35:1       |      | |
|                 | 59°45′33″N 18°25′00″Ö / 59.75915°N 18.41653°Ö                                                      | 70:1       |      | |
|                 | 59°42′24″N 18°25′44″Ö / 59.70661°N 18.429°Ö                                                        | 73:1       |      | |
|                 | 59°37′29″N 17°42′45″Ö / 59.62485°N 17.71252°Ö                                                      | 80:1       |      | |
|                 | 59°44′37″N 16°53′07″Ö / 59.74359°N 16.8853°Ö                                                       | 108:1      |      | |
|                 | 59°46′12″N 18°27′24″Ö / 59.77008°N 18.45653°Ö                                                      | 1:1        |      | |
|                 | 59°43′05″N 18°29′14″Ö / 59.71794°N 18.48721°Ö                                                      | 16:1       |      | |
|                 | 59°44′58″N 18°29′16″Ö / 59.74945°N 18.48768°Ö                                                      | 60:1       |      | |
|                 | 59°44′33″N 18°30′39″Ö / 59.74259°N 18.5109°Ö                                                       | 216:1      |      | |
|                 | 59°49′42″N 17°20′02″Ö / 59.82824°N 17.33402°Ö                                                      | 31:1       |      | |
| Skansberget     | 59°50′23″N 17°11′38″Ö / 59.83972°N 17.1938°Ö                                                       | 72:1       |      | |
| Lugneborgen     | 59°41′33″N 17°31′43″Ö / 59.69238°N 17.52859°Ö                                                      | 104:1      |      | |
| Håberget        | 59°41′34″N 17°34′55″Ö / 59.69281°N 17.58208°Ö                                                      | 175:1      |      | |
|                 | 59°58′18″N 17°32′28″Ö / 59.97178°N 17.54104°Ö                                                      | 272:1      |      | |
|                 | 59°35′48″N 17°58′11″Ö / 59.5966°N 17.96962°Ö                                                       | 143:1      |      | |
|                 | 59°26′56″N 17°56′54″Ö / 59.44886°N 17.94828°Ö                                                      | 69:1       |      | |
|                 | 59°25′20″N 17°59′45″Ö / 59.4223°N 17.99597°Ö                                                       | 84:1       |      | |
|                 | 59°26′45″N 17°54′02″Ö / 59.44578°N 17.90064°Ö                                                      | 141:1      |      | |
|                 | 59°28′06″N 17°50′29″Ö / 59.46837°N 17.8415°Ö                                                       | 234:1      |      | |
|                 | 59°28′59″N 17°54′48″Ö / 59.48313°N 17.91334°Ö                                                      | 255:1      |      | |
|                 | 59°26′19″N 17°56′51″Ö / 59.43848°N 17.94744°Ö                                                      | 290:1      |      | |
|                 | 59°23′51″N 17°52′29″Ö / 59.39763°N 17.87484°Ö                                                      | 118:1      |      | |
|                 | 59°59′16″N 17°58′17″Ö / 59.98772°N 17.97152°Ö                                                      | 79:1       |      | |
|                 | 60°01′40″N 18°00′26″Ö / 60.02769°N 18.00712°Ö                                                      | 111:1      |      | |
| Borgberget      | 59°19′22″N 17°58′43″Ö / 59.32284°N 17.97849°Ö                                                      | 801        |      | |
|                 | 59°20′23″N 17°40′09″Ö / 59.3397°N 17.66914°Ö                                                       | 16:1       |      | |
|                 | 59°20′14″N 17°40′32″Ö / 59.33734°N 17.67563°Ö                                                      | 20:1       |      | |
|                 | 59°22′09″N 17°44′08″Ö / 59.36929°N 17.73551°Ö                                                      | 55:1       |      | |
| Borgholmsberget | 59°56′06″N 18°44′32″Ö / 59.93509°N 18.74211°Ö                                                      | 18:1       |      | |
| Ströjaborg      | 59°55′17″N 18°41′26″Ö / 59.92134°N 18.69061°Ö                                                      | 35:1       |      | |
|                 | 59°53′46″N 18°43′12″Ö / 59.89603°N 18.72011°Ö                                                      | 123:1      |      | |
|                 | 60°18′32″N 17°22′57″Ö / 60.30889°N 17.38241°Ö                                                      | 140:1      |      | |
|                 | 59°36′51″N 16°53′13″Ö / 59.61411°N 16.88683°Ö                                                      | 71:1       |      | |
| Hummelstaborgen | 59°37′47″N 16°56′26″Ö / 59.62965°N 16.94043°Ö                                                      | 124:1      |      | |
|                 | 59°45′49″N 17°06′00″Ö / 59.76354°N 17.10012°Ö                                                      | 40:1       |      | |
|                 | 59°47′35″N 17°00′05″Ö / 59.79294°N 17.00132°Ö                                                      | 455:1      |      | |
| Borgen          | 59°26′15″N 17°23′56″Ö / 59.43758°N 17.3989°Ö                                                       | 16:1       |      | |
|                 | 60°00′42″N 18°01′36″Ö / 60.0116°N 18.02662°Ö                                                       | 167:1      |      | |
|                 | 59°27′38″N 18°06′30″Ö / 59.46056°N 18.10824°Ö                                                      | 100:1      |      | |
|                 | 59°26′57″N 18°03′32″Ö / 59.44924°N 18.05879°Ö                                                      | 119:1      |      | |
| Smedsbo borg    | 59°49′46″N 16°46′20″Ö / 59.82936°N 16.77229°Ö                                                      | 6:1        |      | |
|                 | 59°52′53″N 18°36′02″Ö / 59.88126°N 18.60046°Ö                                                      | 161:1      |      | |
|                 | 59°47′35″N 17°39′40″Ö / 59.79297°N 17.66104°Ö                                                      | 411:1      |      | |
| Predikstolen    | 59°48′34″N 17°35′52″Ö / 59.80952°N 17.59789°Ö                                                      | 133:1      |      | |
|                 | 59°55′00″N 17°46′04″Ö / 59.91665°N 17.76768°Ö                                                      | 239:1      |      | |
| Borgaringen     | 59°31′53″N 17°10′45″Ö / 59.53146°N 17.17906°Ö                                                      | 85:1       |      | |
|                 | 59°32′33″N 18°08′27″Ö / 59.54255°N 18.14089°Ö                                                      | 231:1      |      | |
|                 | 59°33′00″N 18°07′34″Ö / 59.55009°N 18.12601°Ö                                                      | 265:1      |      | |
|                 | 59°42′41″N 17°42′16″Ö / 59.71144°N 17.70436°Ö                                                      | 186:1      |      | |
|                 | 59°42′44″N 17°58′59″Ö / 59.71227°N 17.98295°Ö                                                      | 98:1       |      | |
|                 | 59°43′23″N 17°58′57″Ö / 59.72297°N 17.98253°Ö                                                      | 116:1      |      | |
|                 | 59°55′19″N 16°58′00″Ö / 59.92192°N 16.96664°Ö                                                      | 24:1       |      | |
| Östlunda borg   | 59°51′36″N 17°00′52″Ö / 59.85991°N 17.01448°Ö                                                      | 29:1       |      | |
|                 | 59°41′53″N 17°05′29″Ö / 59.6981°N 17.09148°Ö                                                       | 74:1       |      | |
|                 | 60°00′26″N 18°46′42″Ö / 60.00735°N 18.77832°Ö                                                      | 158:1      |      | |
|                 | 59°54′08″N 17°20′47″Ö / 59.90217°N 17.34639°Ö                                                      | 200:1      |      | |
|                 | 59°51′29″N 17°23′23″Ö / 59.85813°N 17.38961°Ö                                                      | 210:1      |      | |
|                 | 59°57′02″N 16°56′57″Ö / 59.95056°N 16.94913°Ö                                                      | 17:1       |      | |
|                 | 59°53′24″N 17°19′06″Ö / 59.89°N 17.31825°Ö                                                         | 4:1        |      | |
|                 | 59°52′59″N 17°15′42″Ö / 59.88305°N 17.26154°Ö                                                      | 8:1        |      | |
|                 | 59°52′11″N 17°15′45″Ö / 59.86979°N 17.26243°Ö                                                      | 10:1       |      | |
|                 | 59°52′05″N 17°16′37″Ö / 59.86793°N 17.27683°Ö                                                      | 21:1       |      | |
|                 | 59°54′15″N 17°18′48″Ö / 59.90409°N 17.31338°Ö                                                      | 22:1       |      | |
|                 | 60°34′43″N 17°24′02″Ö / 60.57854°N 17.40062°Ö                                                      | 2:1        |      | |
|                 | 59°59′19″N 17°36′58″Ö / 59.9885°N 17.61621°Ö                                                       | 272:1      |      | |
|                 | 59°32′22″N 18°13′24″Ö / 59.53952°N 18.22336°Ö                                                      | 4:1        |      | |
|                 | 59°33′11″N 18°16′38″Ö / 59.55301°N 18.2772°Ö                                                       | 62:1       |      | |
|                 | 59°33′58″N 18°24′28″Ö / 59.56616°N 18.40783°Ö                                                      | 151:1      |      | |
|                 | 59°30′34″N 18°14′58″Ö / 59.50933°N 18.24953°Ö                                                      | 155:1      |      | |
|                 | 59°34′38″N 18°18′01″Ö / 59.57713°N 18.30024°Ö                                                      | 188:1      |      | |
|                 | 59°28′47″N 18°14′37″Ö / 59.47973°N 18.24356°Ö                                                      | 21:1       |      | |
| Knaborgsberget  | 59°29′29″N 18°26′42″Ö / 59.4913°N 18.44493°Ö                                                       | 241:1      |      | |
|                 | 59°38′47″N 17°26′00″Ö / 59.64629°N 17.4334°Ö                                                       | 94:1       |      | |